# 日產Cedric
日產Cedric（日语：日産セドリック）是由日本日產汽車于1960年-2004年间生产的中大型豪华轿车，拥有姊妹車型Gloria。臺灣裕隆汽車正式翻譯為“勝利”，在中國大陸的正式翻譯則為“公爵”。
“Cedric”出自於童話《小公子西迪》，象征着這款車有着歐洲貴族的氣派。此款車在日本市場的對手為三菱Diamante、豐田皇冠、本田里程（Legend，又名讴歌RL）。

## 歷史

### 第一代（代号30/31，1960年-1965年）
第一代Cedric是日產首部六座中型房車，也是日本第一款採用Mono-Space車體結構和四速手动变速箱房車，推出之際讓所有日本民眾趨之若鶩，也讓競爭對手豐田汽車開始朝機械結構作更進一步研發。
車身尺寸為4410×1680×1520mm，外觀造型为美式風格，直立式頭燈組與大型水箱護罩是一大特色，難度較高的弧形前檔玻璃則讓視野更佳；軸距2350mm，可容納六名乘員，同時還有純木材質的配件，也顺应了豪華路線。
早期搭载1.5升直列四缸引擎，最大輸出马力僅71匹，加上車重達1195公斤，最高时速只有130公里；後又推出1.9升直列四缸引擎的改款車型，直立式頭燈轉換成橫置式設計，輸出提升為88匹马力，雖然車重增為1240公斤，但在新引擎的幫助下最高时速達140公里。
自1962年，裕隆汽車即在臺灣組裝第一代Cedric（裕隆代號YLN-801），以“勝利”為名正式在臺灣銷售，而在臺灣生产的车型搭配1.9升直列四缸引擎。此車在臺灣當時多為臺灣政府機關首長和及軍方將領所使用，生產數量非常少。
1963年，第一代Cedric再一次改款，軸距为优化舒适性而增長為2835mm，車身長度达至4855mm，搭载2.8升直列六缸引擎，生產數量非常少。

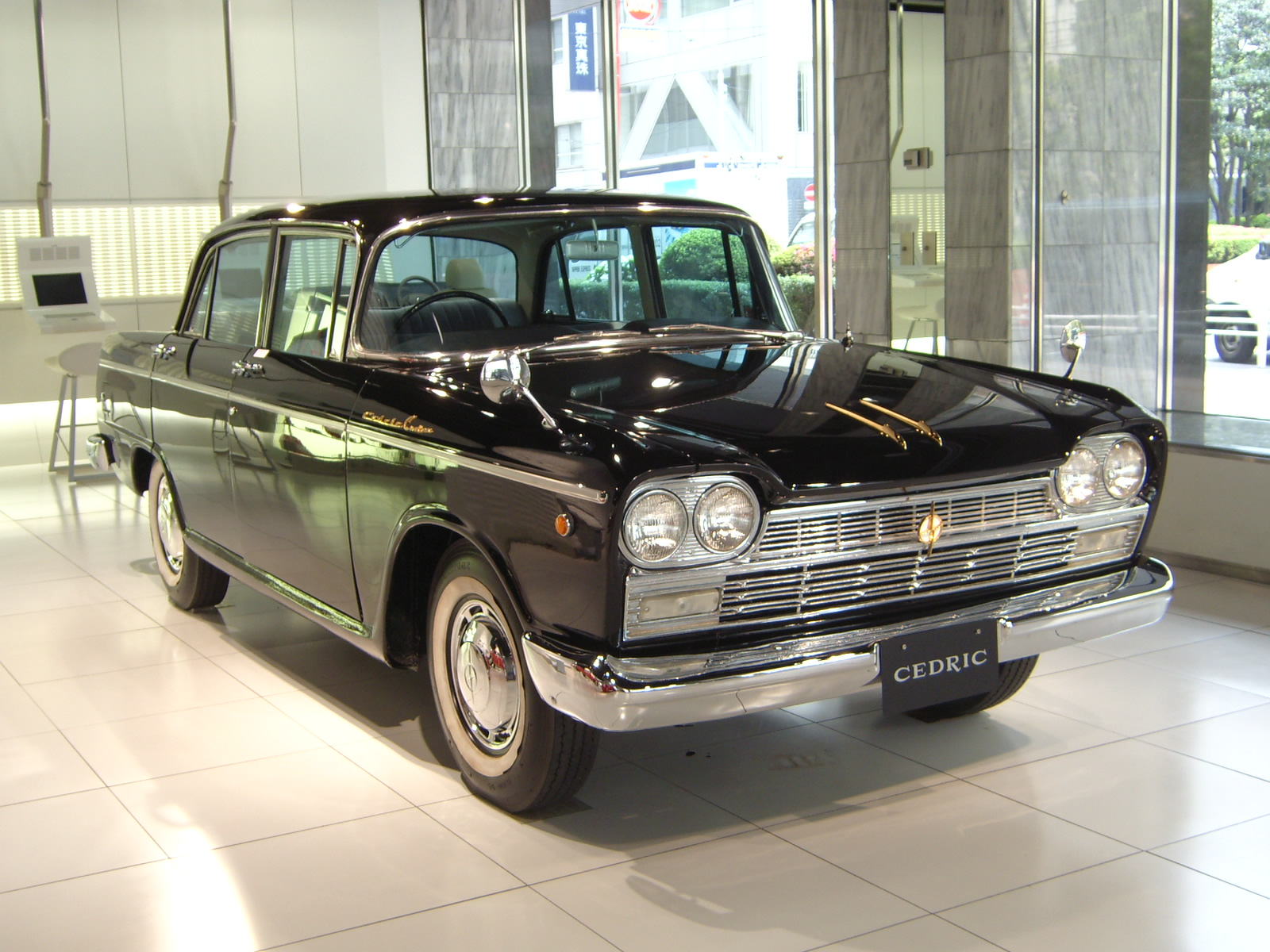
第一代日產Cedric 31型
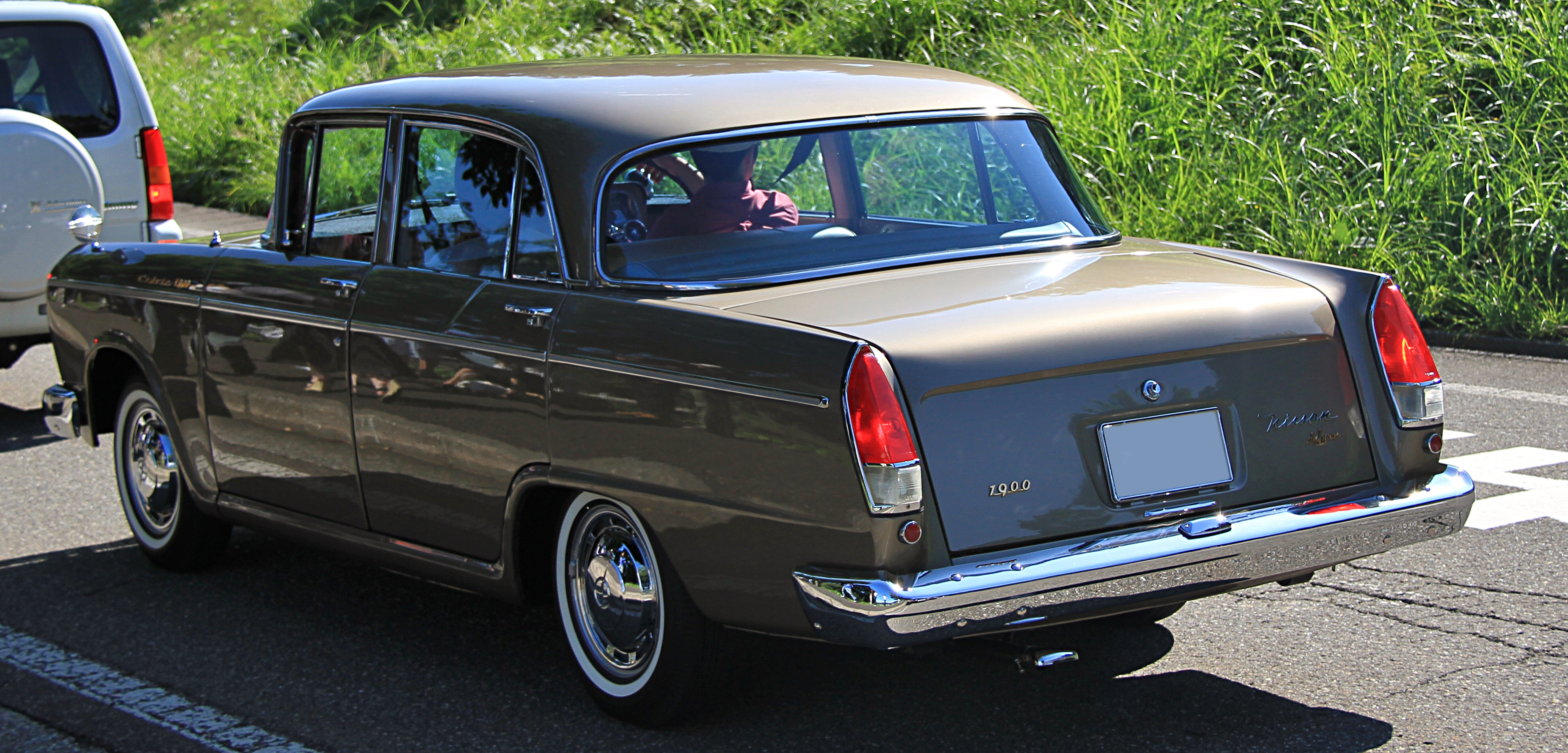
第一代日產Cedric Deluxe四門轎車
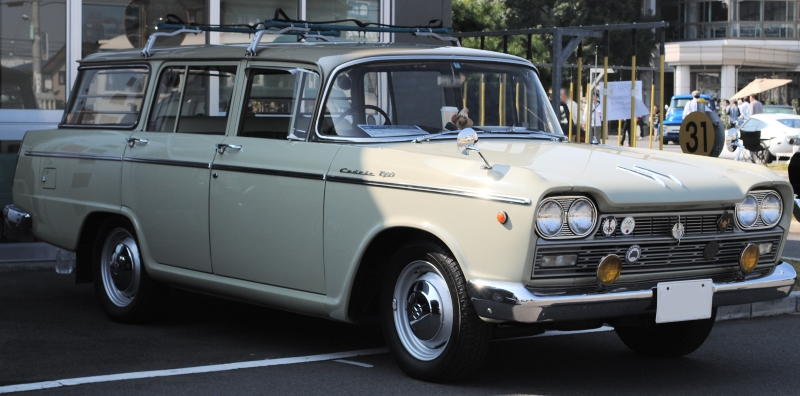
第一代日產Cedric 31型四門旅行車型車頭
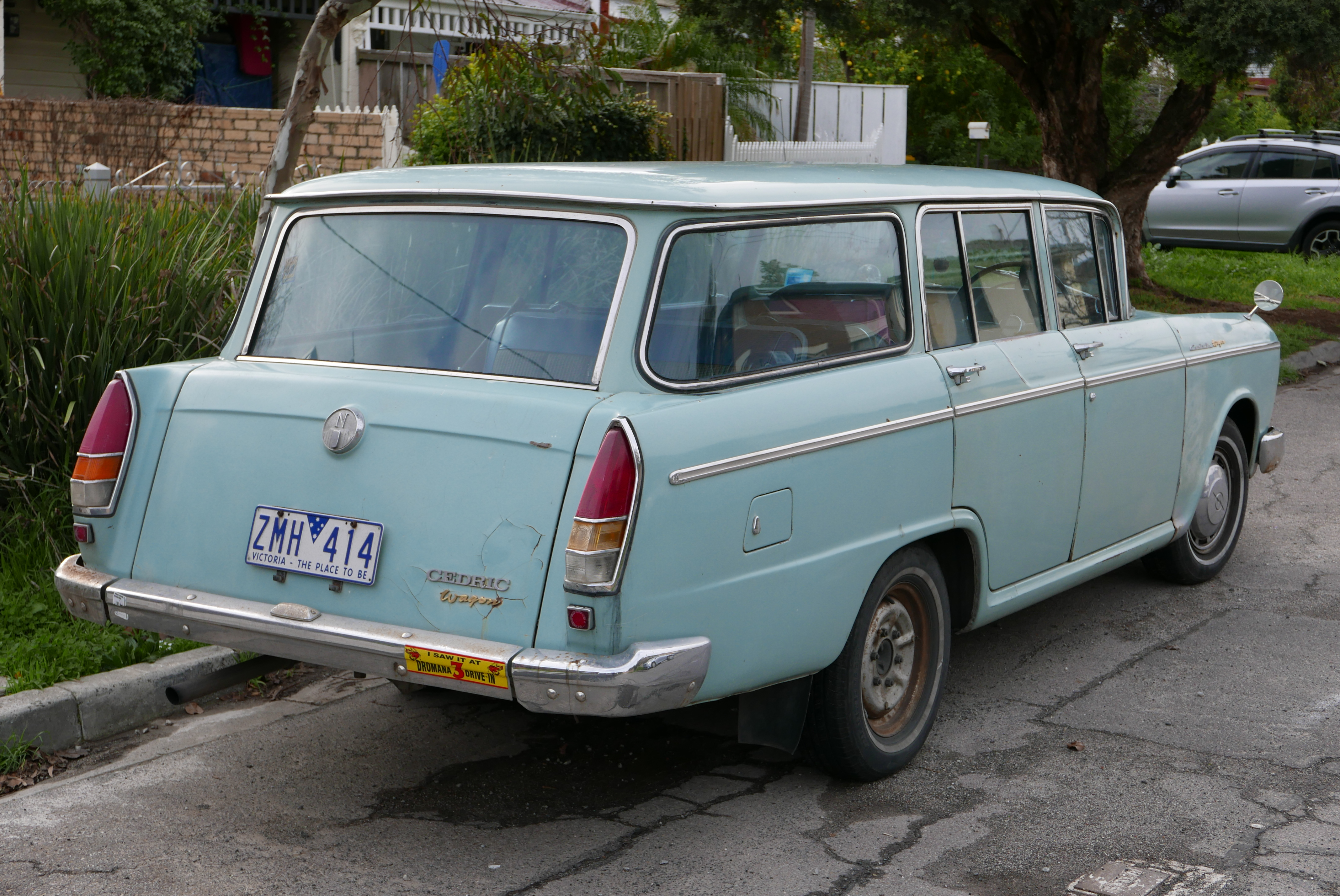
第一代日產Cedric 31型四門旅行車型車尾

### 第二代（代号130，1965年-1971年）
1965年10月推出，由賓尼法利納設計，以達特桑2000/2300/2400之名銷售到美國及歐洲、紐西蘭、澳洲。
造型上較第一代更长，4680mm的长度在當時日本中型房車中可算是巨大，直列六缸引擎系列可选2.0/2.3/2.4升，1968年則做了小更動，外觀更為方正有型，並追加一款Special GL車型。變速箱依然提供三速自排及四速手排。這一代僅有四門轎車及五門旅行車選擇。
1966年8月，随着王子汽車并入日产，王子Gloria從此更名為日產Gloria，配備縱置四圓燈的第三代車型問世，並与Cedric同平台生产。車型分為Super DX、Super 6、Special三大款式，使用日產的L型引擎。
1967年，裕隆汽車继续在臺灣組裝第二代Cedric（裕隆代號YLN-801A），一样以“勝利”為名在臺灣銷售，搭配2.0升直列四缸引擎。並佔領臺灣政府機關首長和及軍方將領、商界老闆座車市場。
1968年，第二代车型在臺灣的銷售因台湾政府的兩項重要政策有了新的轉機，其一是臺灣省公路局監理所路試的車輛一律改為Cedric，二是同年9月12日行政院院會規定，駐外使節及相關人員用車如出售，一律得依照稅率課稅，不再享有免稅優待，正式打開了Cedric在臺灣民用市场之外的市場。

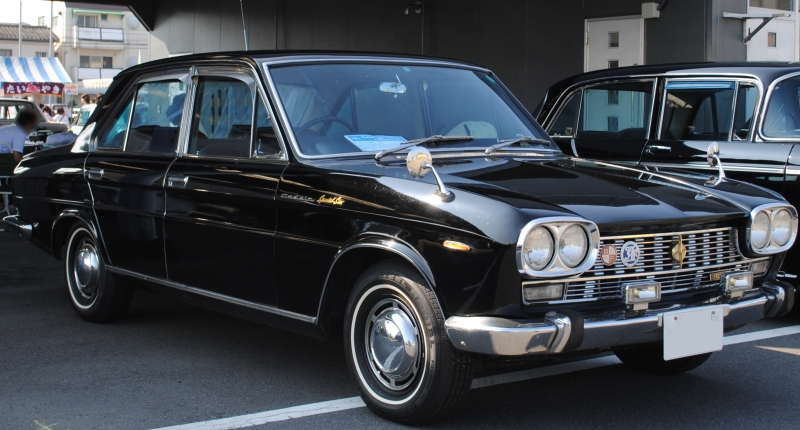
第二代日產Cedric 130型Special 6四門轎車
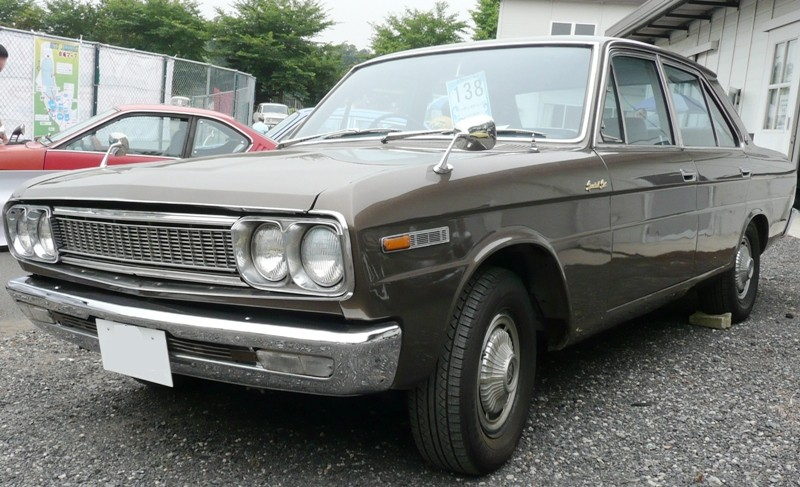
第二代日產Cedric 130型Special 6四門轎車型車頭
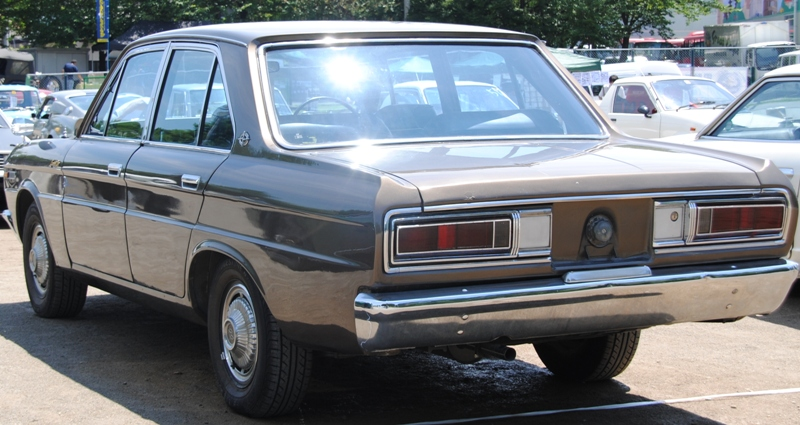
第二代日產Cedric 130型Special 6四門轎車型車尾
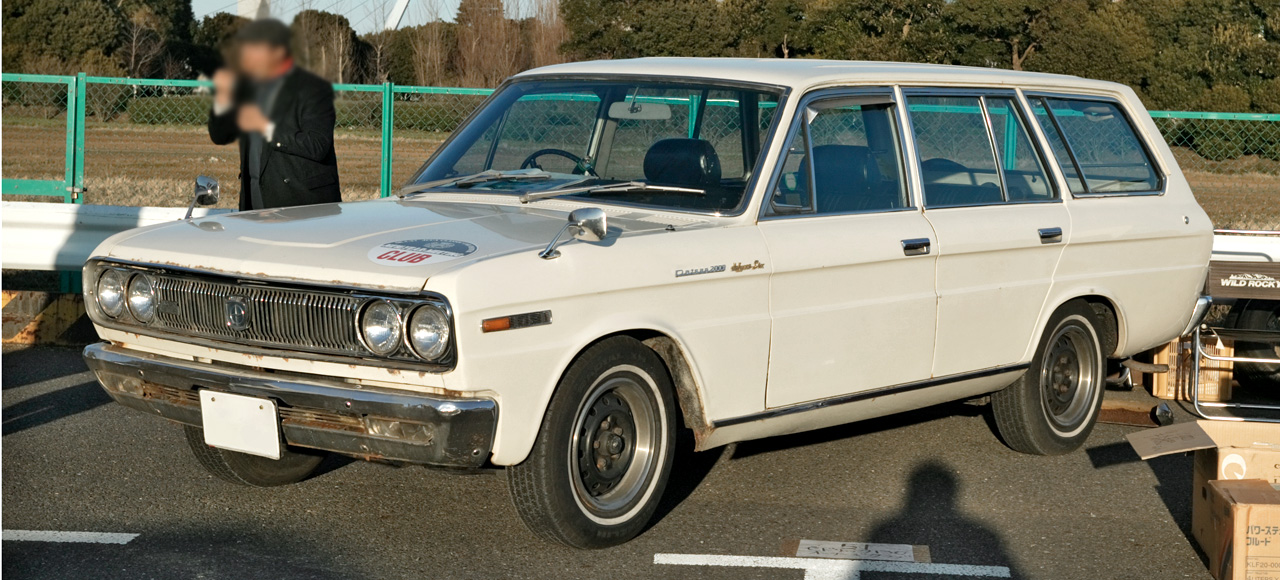
第二代日產Cedric 130型五門旅行車

### 第三代（代号230，1971年-1975年）
1971年10月推出，和第四代Gloria同平台生产，動力方面初期为2.0升直列四缸引擎，依據排氣量的不同，在美國及歐洲、紐西蘭、澳洲市場被稱為達特桑200C/220C/240C/260C/300C，分別對應2.0/2.2/2.4/2.6升排氣量，動力表現較上代車型有很大的提高。變速箱較上代車型增加一款五速手排可供選擇。
這一代僅有四門轎車及五門旅行車選擇之外，在1972年推出了一款無B柱的四門硬頂車型。
因應1970年豐田皇冠推出雙門轎跑車型，日產也推出了Cedric的雙門轎跑車型。1973年後2.4升版本被2.6升版本接替。在歐洲市場有2.2升與2.0升兩種柴油引擎型號供出租车市場使用。
1972年，裕隆汽車在臺灣組裝第三代Cedric 230型系(裕隆代號YLN-802)，繼續以”勝利”為名在臺灣銷售，搭配2.0/2.2/2.4升直列四缸引擎。並繼續佔領臺灣政府機關首長和及軍方將領、商界老闆座車市場，而一般消費者購買的情況也日漸增多，此代車型幾乎已經成為了臺灣日系國產高級房車的代名詞。
因應中日邦交的正常化，1972年日产開始以“公爵”為名首次外銷到中國大陆市場，和豐田皇冠一起成為了史上第一批進軍中國大陆市場的日本高級房車，而更早之前的1960年代，日本各個車廠已經通過廣交會對中國內地市場出口過日野、三菱扶桑等品牌的卡車，被大量使用在中國大陆各地的建設工程當中。

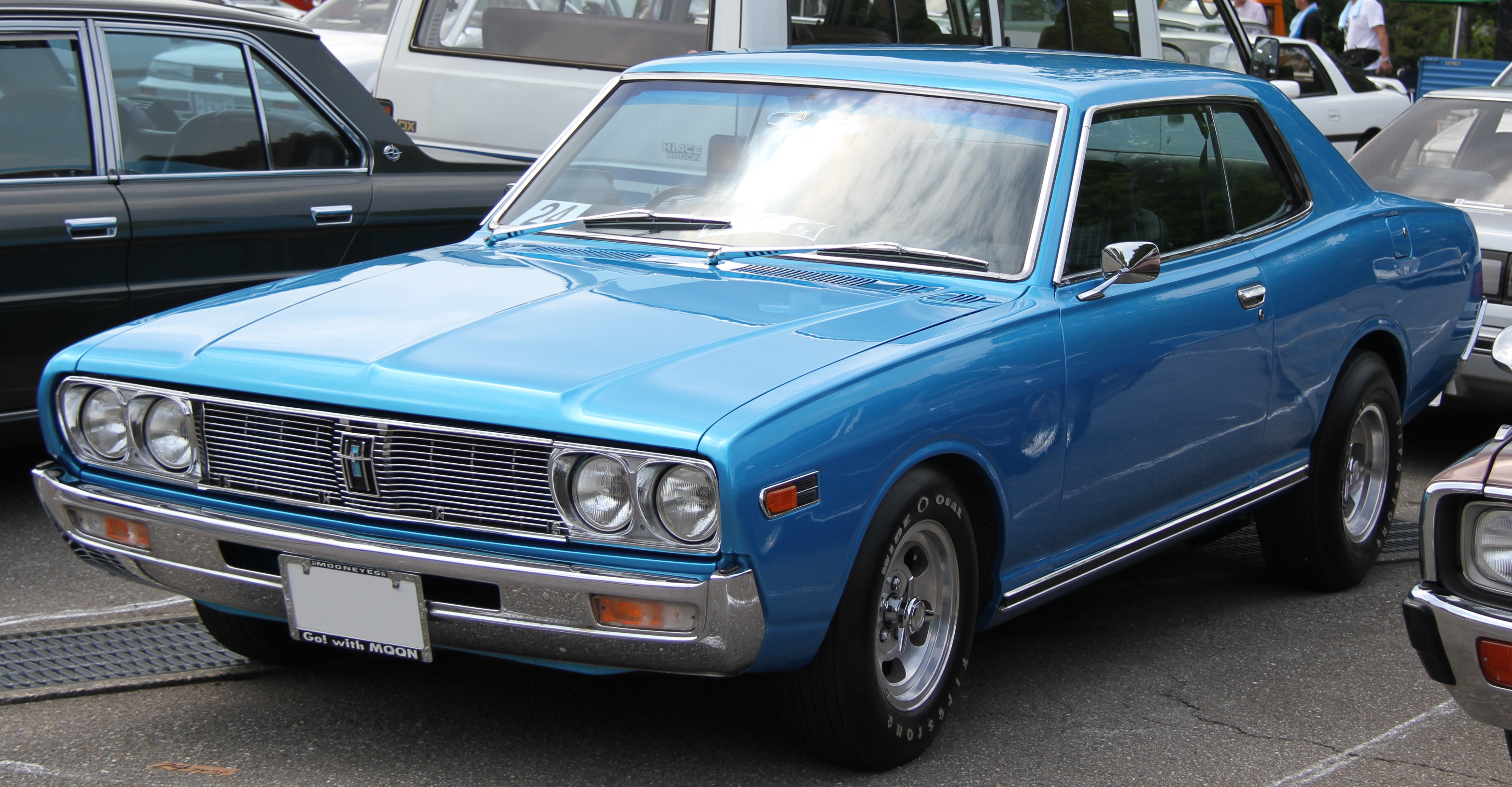
第三代日產Cedric 230型雙門轎跑車型
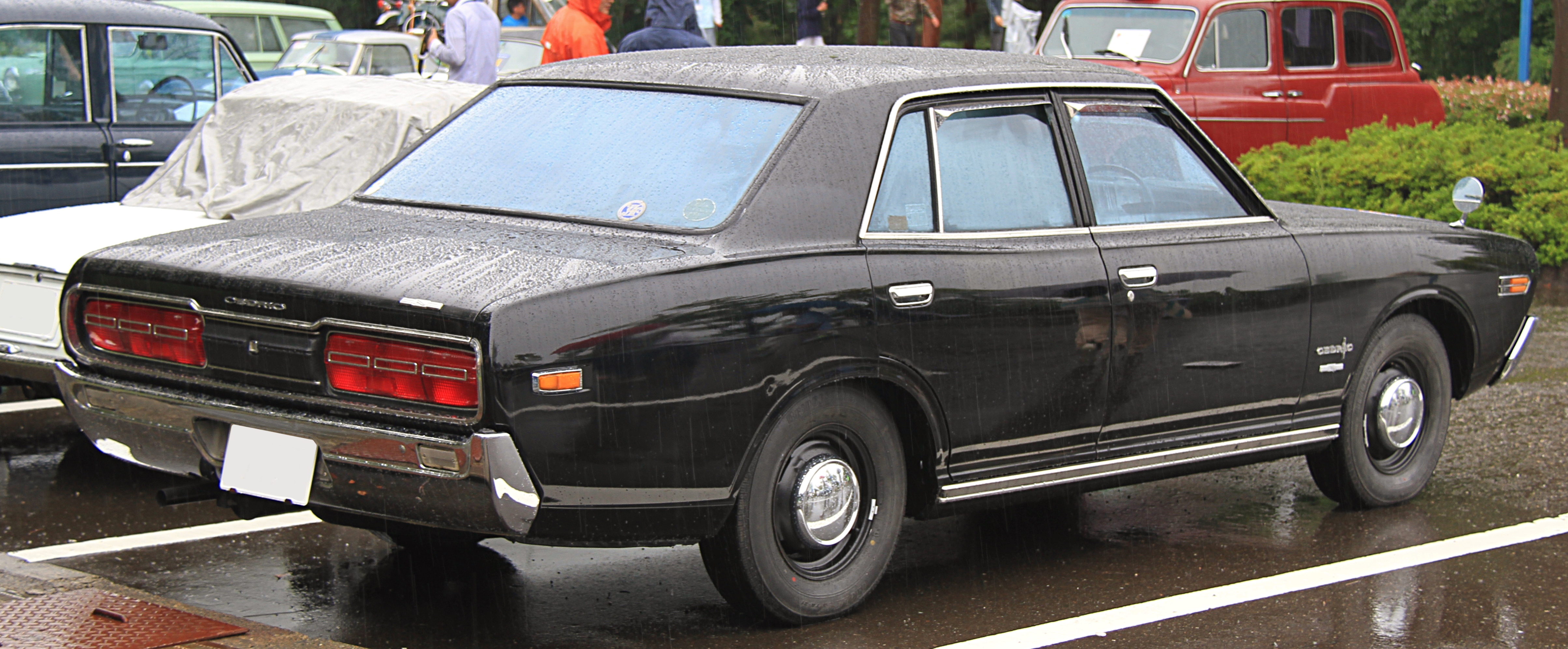
第三代日產Cedric 230型2000 Deluxe四門轎車
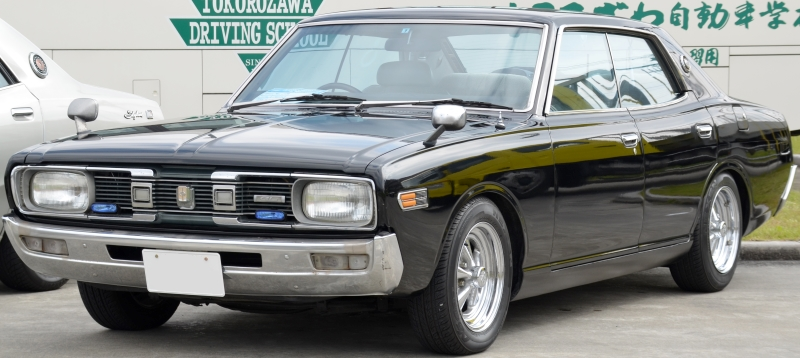
第三代日產Cedric 230型GL四門硬頂車

### 第四代（代号330，1975年-1979年）
1975年5月發售，在美國及歐洲、紐西蘭、澳洲市場被稱為達特桑200C/220C/240C/260C/280C，在中國市場被稱為日產公爵330。車身尺寸為4785×1705×1430mm，雖然是四門中大型房車格局，但頂級車款卻擁有四門無B柱硬頂車的大膽設計，這不僅讓視野更好，也展現日產在造車工藝上的功力，所以車體結構和安全性均達到當時的標準，四圓燈的車頭和四方燈的車尾前後呼應，且因為全車充滿肌肉感更顯得霸氣。至於兩部姊妹車的差異，就在於水箱護罩和細部修飾，其他機械結構完全相同，乘坐空間和舒適性在长轴距下得到了保障，與上一代一樣共有四門轎車、四門硬頂車、雙門轎跑車、五門旅行車四種選擇，車型有豪華型、豪華風格型，內裝配備达到了日產當時最先進的水平，且豪華程度絕不亞於歐美對手，同時日产還將許多電子配備加諸於上，堪称完美。
動力方面共有2.0升和2.8升直列六缸兩種款式，其中2.8升引擎是由原先的2.6升引擎修改而来，並加入因應新環保法規的NAPS（NISSAN Anti-Pollution System），可發揮140匹马力，同時消費者可選擇四速手排/五速手排/三速自排变速箱，最高时速表現從165-180公里不等。
1977年后追加2.2升的柴油引擎，1978年為了因應更新的環保排放法規，針對引擎動力作了修改。針對日本國內的出租车車市場则可选柴油引擎及LPG引擎可供選擇。

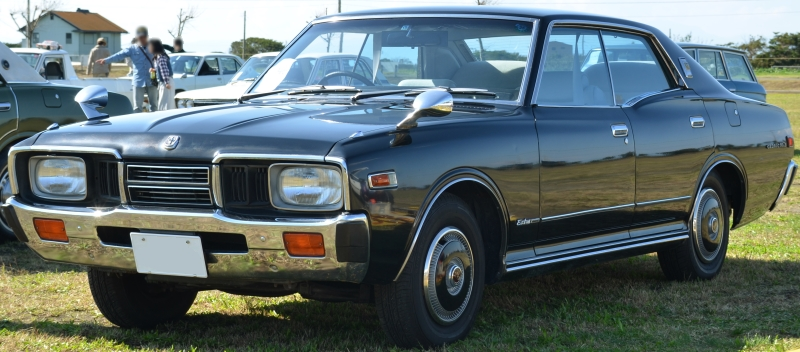
第四代日產Cedric 330型四門硬頂車型車頭
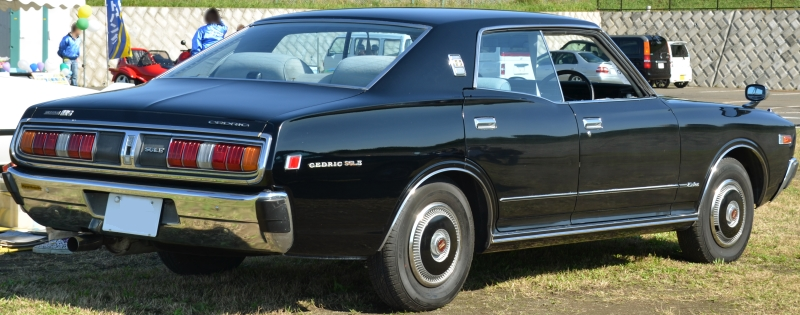
第四代日產Cedric 330型四門硬頂車型車尾
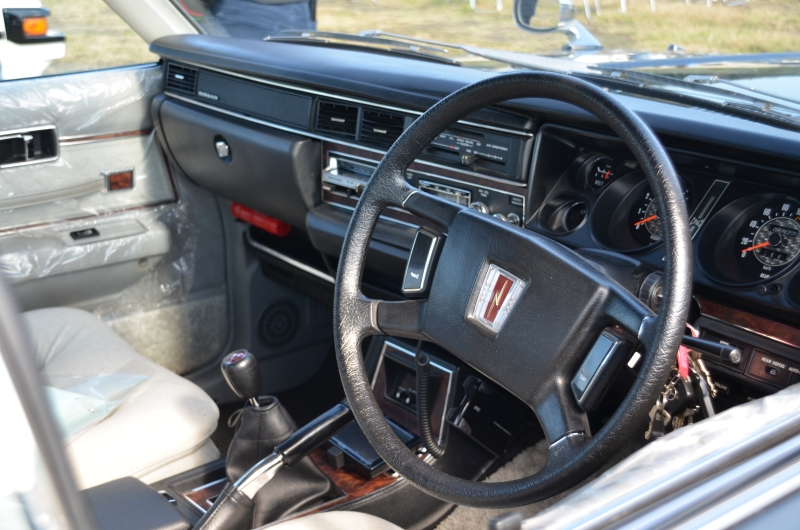
第四代日產Cedric 330型四門硬頂車型內裝
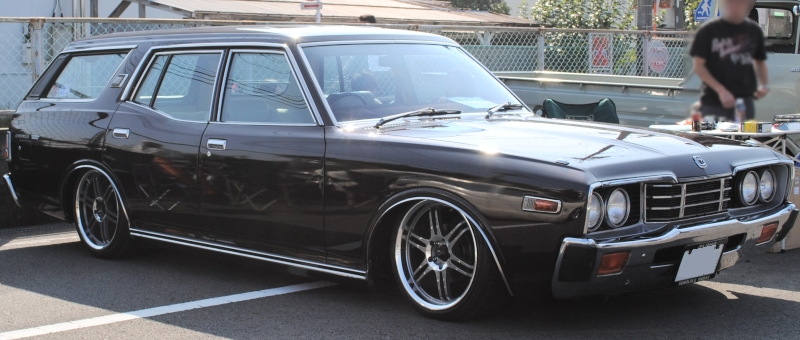
第四代日產Cedric 330型五門旅行車
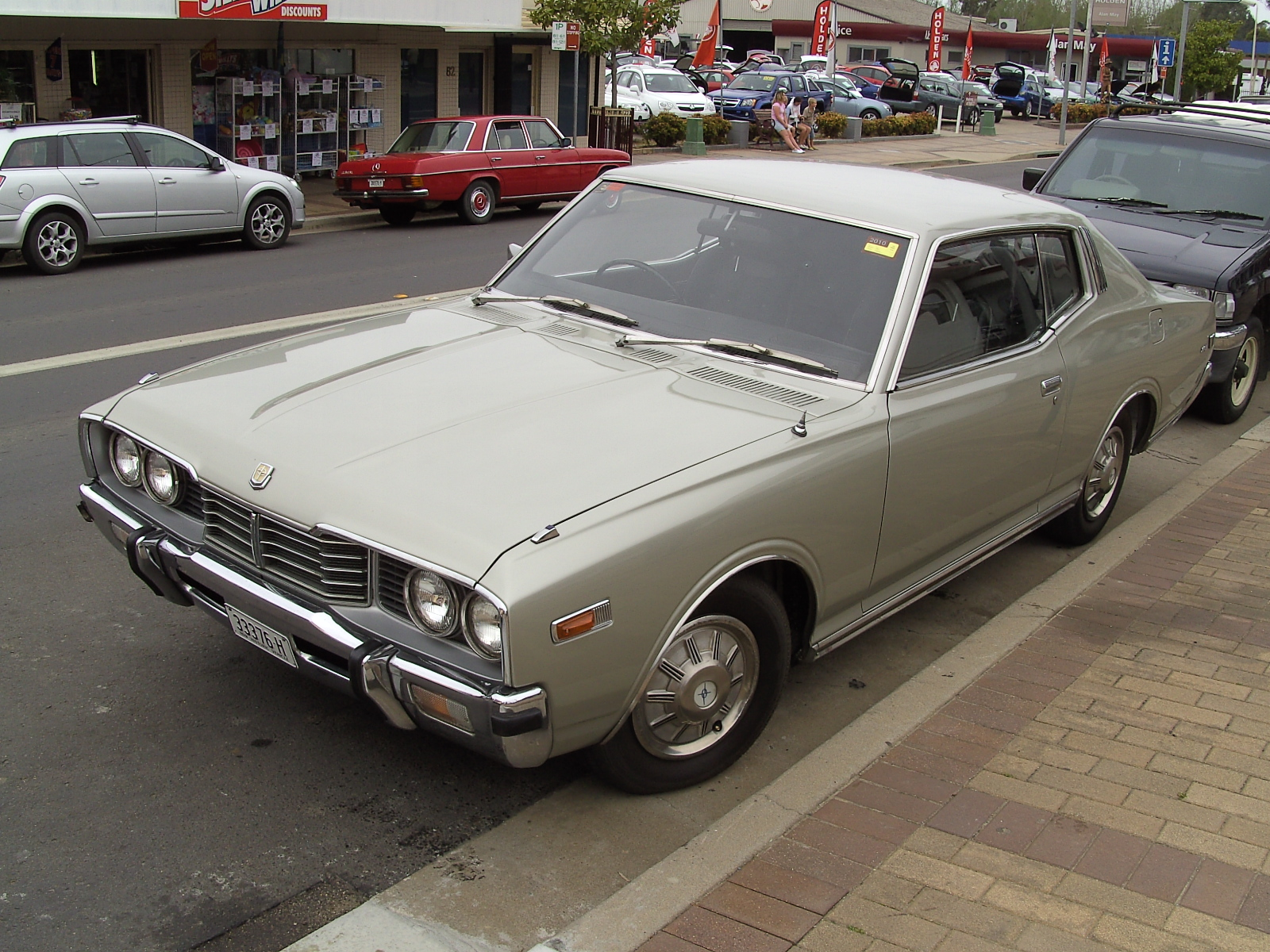
第四代日產Cedric 330型雙門轎跑車

#### 臺灣裕隆生产版
1976年，裕隆汽車在臺灣組裝第四代Cedric，繼續以“勝利”為名在臺灣銷售，搭配2.0升直列四缸汽油引擎，採用了當時少見的前輪碟煞與雙迴路剎車系統，後輪還有重力分配器以提升安全性。方向機柱式的五速手排变速箱與一體式前座設計，一次可以乘坐六位乘客，在當年可是不折不扣的大車，設計上也走在時代前端。
新穎的外觀與寬敞的空間輔以價格優勢，在當時引起了極佳的市場反應，伴隨著當時臺灣經濟逐漸起飛，一部要價26.4萬台幣的第四代Cedric雖然仍非一般臺灣社會大眾所能負擔，不過對於許多臺灣新富階級來說，只需豐田皇冠一半的價格就能擁有相同等級的車型仍是相當划算的選擇，因此第四代Cedric在臺灣上市第一年銷量達1500部以上，同年，裕隆汽車累計生產突破10萬大關，已決定擴產，創辦人嚴慶齡和董事長吳舜文認為在石油危機爆發以後，交通部基於大眾運輸及漁業的需要仍對柴油有所補助，因此柴油的漲幅遠較汽油低，故柴油車的使用成本將遠低於汽油車，再加上臺灣於當時計畫大量採購本土柴油引擎以滿足軍備需求，因此柴油引擎在臺灣將極具市場潛力，裕隆決定向日本原廠要求生產柴油引擎。
1977年1月，裕隆汽車在投資6億新台幣以後，向交通部提出了生產柴油引擎的申請，核准後，開始生產日產著名的2.2升柴油引擎，引擎陸續裝配到由太子汽車代為銷售的日產Homy貨車及Cedric DL上，Cedric DL也成為臺灣第一部搭載柴油引擎的房車。
搭載柴油引擎的Cedric DL(裕隆代號YLN-803 DL)推出後因其經濟實惠的配置使得許多臺灣營業用計程車紛紛採用，甚至在當時在全臺灣車站攬客的“野雞車”清一色爲Cedric，同年，汽油車型Cedric 330 SD也跟著改款，更換爲2.4升直列六缸引擎，乘坐人數回歸到一般房車的五人標準，與柴油車主攻營業用車的設定開始出現區隔，汽油車型較為安靜與動力輸出較高的特色，也固守了Cedric車系原本在臺灣的官方用車與高階民用車的市場。此款車在臺灣市場的對手為福特六和汽車在臺灣組裝的第二代福特Granada。
交通部在核准了裕隆生產柴油引擎以後，隨即經濟部又在1976年4月核准台鐵柴電機車與美國通用汽車合作生產柴油引擎，並屬意由臺鐵柴電機車供應軍備所需，裕隆雖然失去了政府軍備的龐大市場，不過鑒於柴油引擎的市場前瞻性，再加上已經投入了巨資，因此仍持續生產計畫。
1979年2月，裕隆為了更有效區隔Cedric 330型系汽油車及柴油車市場，針對汽油車型進行小改款，雖然車身鈑件沒有更動，在車頭部份採用了日本原版四門硬頂車型Brougham及雙門轎跑車型的水箱護罩與方型頭燈設計，車尾部份採用了Gloria 330型系四門轎車的尾燈設計，賦予了和原本代號YLN-803截然不同的造型風格，也使得訴求後座買家的汽油車型得以和為數眾多的營業用車在造型上有所區隔，而裕隆索性也將原廠代號一併更改為YLN-805 SD，和柴油車的YLN-803 DL則完全不同。同年中華民國經濟部推動設立大車廠計畫，這與與裕隆產生直接的利益衝突，而台鐵柴電機車與通用汽車的柴油引擎合作案也與裕隆已經生產的柴油引擎產品互相牽制。
為了防止裕隆柴油引擎的技術逐漸成熟進而影響上述兩個大計畫，1980年3月起，中華民國交通部以因應石油危機及防止空氣污染為由宣布禁止3.0升排量以下的柴油引擎小客車生產、進口，並發文各監理所即時停發柴油車牌照。
由於事出突然引發了輿論譁然，中華民國交通部不得不在同年3月20日邀集相關單位討論，改爲不准以柴油作為燃料的小客車生產、進口、核發牌照。但於1980年3月14日前取得輸入許可或向台灣本地生產商簽訂購買契約的可繼續核發牌照，至於裕隆龐大的損失，中華民國經濟部也同意裕隆向日本原廠進口6000部Cedric 330型系持續生產，生產完畢後不得繼續生產，意外使得Cedric 330型系成為了往後20多年臺灣汽車市場唯一的柴油房車。直至1983年，Cedric 330型系柴油車在臺灣市場銷售6年的傳奇也正式畫下句點。

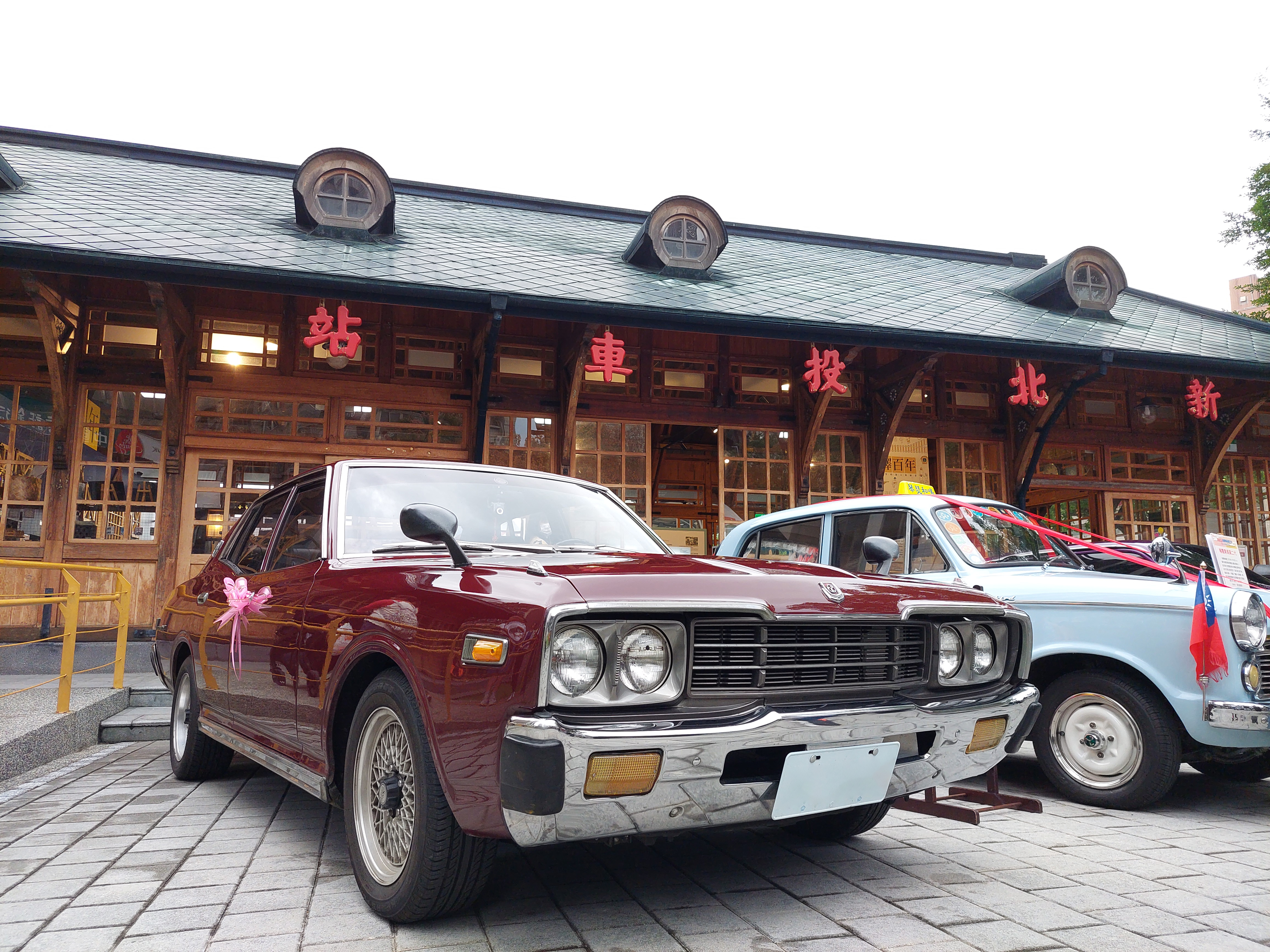
1978年產的裕隆勝利803DL 柴油車
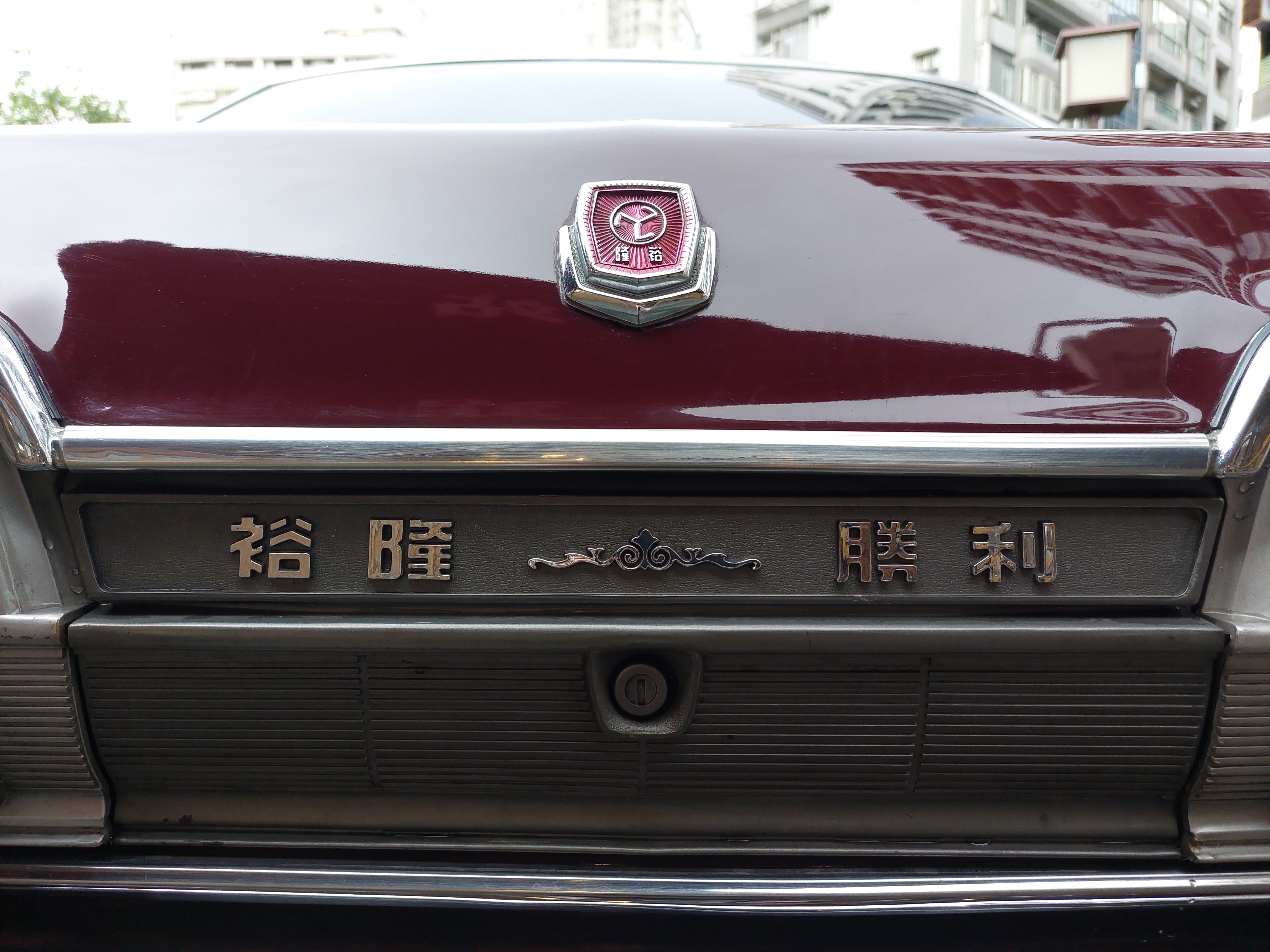
1978年產的裕隆勝利803DL車尾標誌

### 第五代（代号430，1979年-1983年）
1979年10月正式在日本發售，继续由賓尼法利納工作室設計，在北美及歐洲、新西蘭、澳洲市場被稱為達特桑200C/280C，在中國大陆市場被稱為日產公爵430。
1981年後，日產正式引入北美和歐洲區的市場，因此，之前的達特桑220C/280C改稱日產220C/280C。
1979年10月開始，日產第五代Cedric/第六代Gloria开始引入渦輪增壓引擎型号。更是首度搭载日本自行研發的電子燃油噴射系統的车型。
第五代Cedric已經完全是一幅日本車的樣子，原双门車型被日產Leopard取代，自此，Cedric和Gloria只提供四門硬頂房車，四門房車，五門旅行車三種車型。這代車型開始，Cedric也另外提供一種用於禮儀用途的4門敞篷車型，但這種特裝車型產量很少，也並不公開發售，大多數都出售給了日本政府屬下一些部門以及自衛隊使用。
這代車型開始，日本本土型號的Cedric不再提供直列四缸汽油引擎（第五代的出口車型則依舊有H20型直列四缸引擎提供以拉低整個車系的售價）。大多數入門級型號的第五代Cedric採用一台最大馬力130匹的2.0升直列六缸L20E型引擎，Van車型則使用以電子化油器而非電噴系統供油的L20S型引擎。
1979年12月起，Cedric開始提供2.0升的直列六缸渦輪增壓引擎。最高階型號則使用2.8升排量的直列六缸L28E型引擎，前期型最大馬力145匹，1982年4月之後銷售的後期型版本最大馬力則達到155匹。
柴油動力車型方面則和上代車型一樣提供SD20和SD22兩款直列四缸柴油引擎，1979年10月另外追加了最大馬力91匹的直列六缸LD28型柴油引擎，這也是Cedric車系首次提供六缸柴油引擎可選。LPG動力車型則依舊提供最大馬力95匹的2.0升L20P型直列六缸引擎，同時新提供了一款同為2.0升排量的直列四缸Z20P型引擎以拉低此類運營類車型的入門級售價。在變速箱方面，和上代車型一樣可選擇地板式或方向機柱式3速自排變速箱、4速手排變速箱和5速手排變速箱，1982年9月之後銷售的車型則將3速自排變速箱升級為4速自排變速箱。
在臺灣地區，裕隆汽車於1980年即在臺灣組裝第五代Cedric 430型系，繼續以「勝利」為名在臺灣銷售，而在臺灣本土的版本則搭配2.0/2.4升直列四缸汽油引擎，裕隆生產的型號則被稱為YLN-806和YLN-807，並繼續佔領臺灣政府機關首長和及軍方將領、商界老闆座車市場，而一般消費者購買的情況也比上一代日漸增多，此代車型幾乎已經成為了在臺灣本土生产的日系高級房車的代名詞。

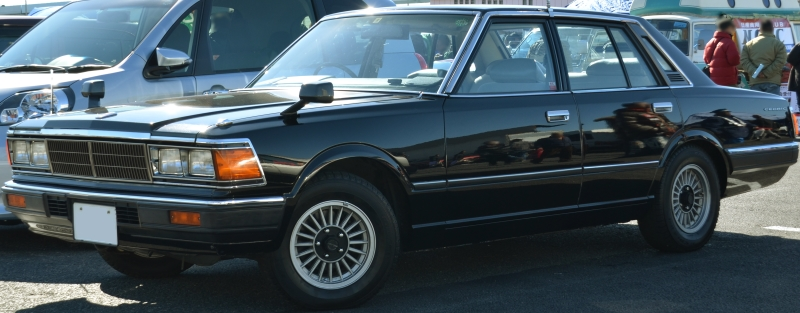
第五代日產Cedric 430型四門轎車型車頭
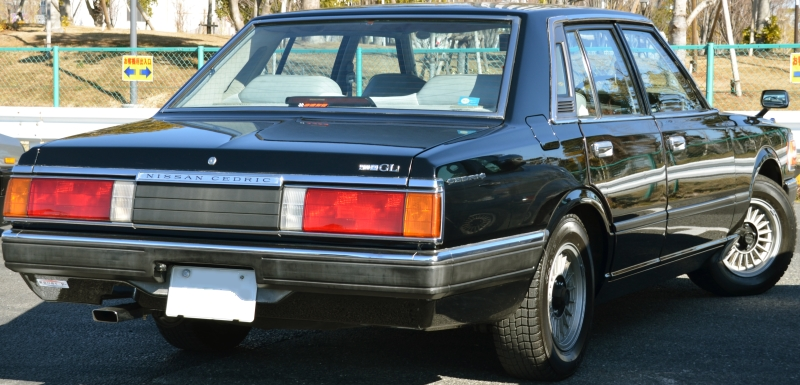
第五代日產Cedric 430型四門轎車型車尾
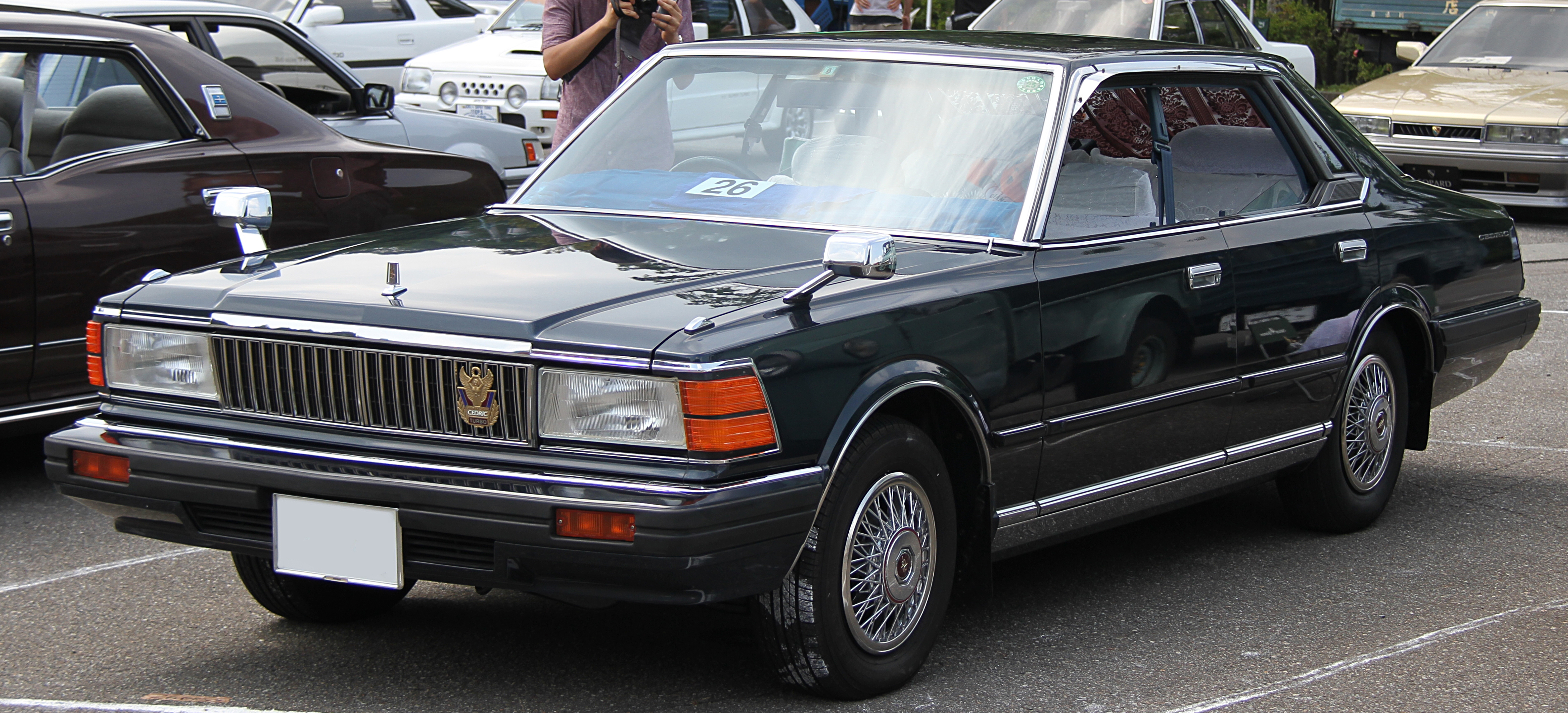
第五代日產Cedric 430型四門硬頂車
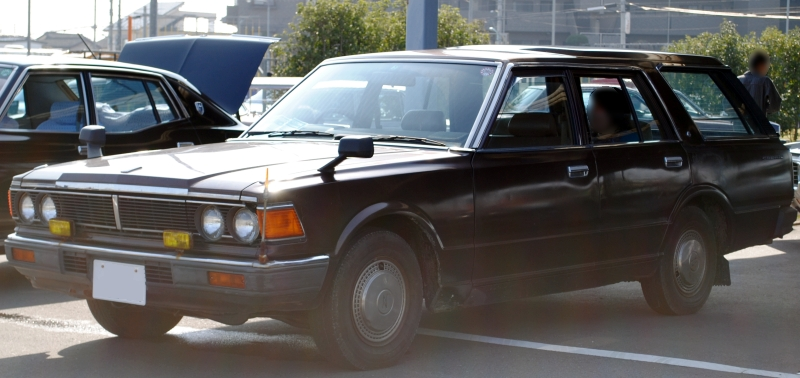
第五代日產Cedric 430型五門旅行車
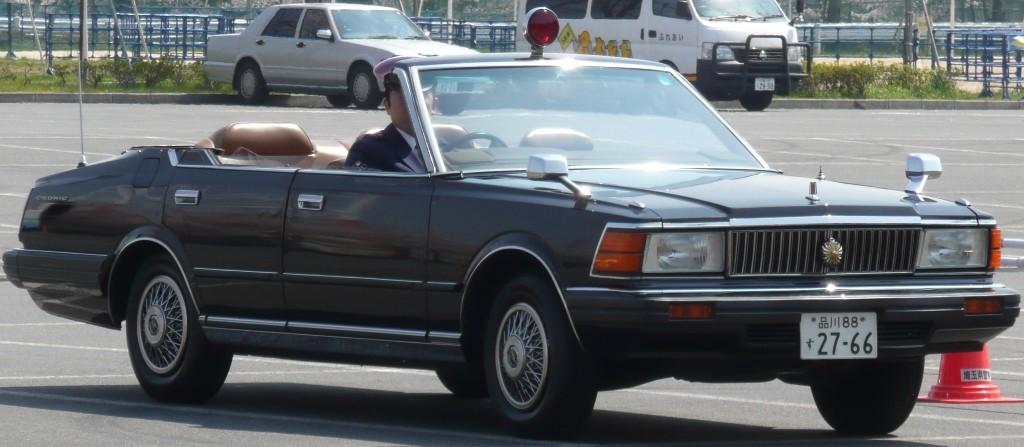
第五代日產Cedric 430型四門敞篷車
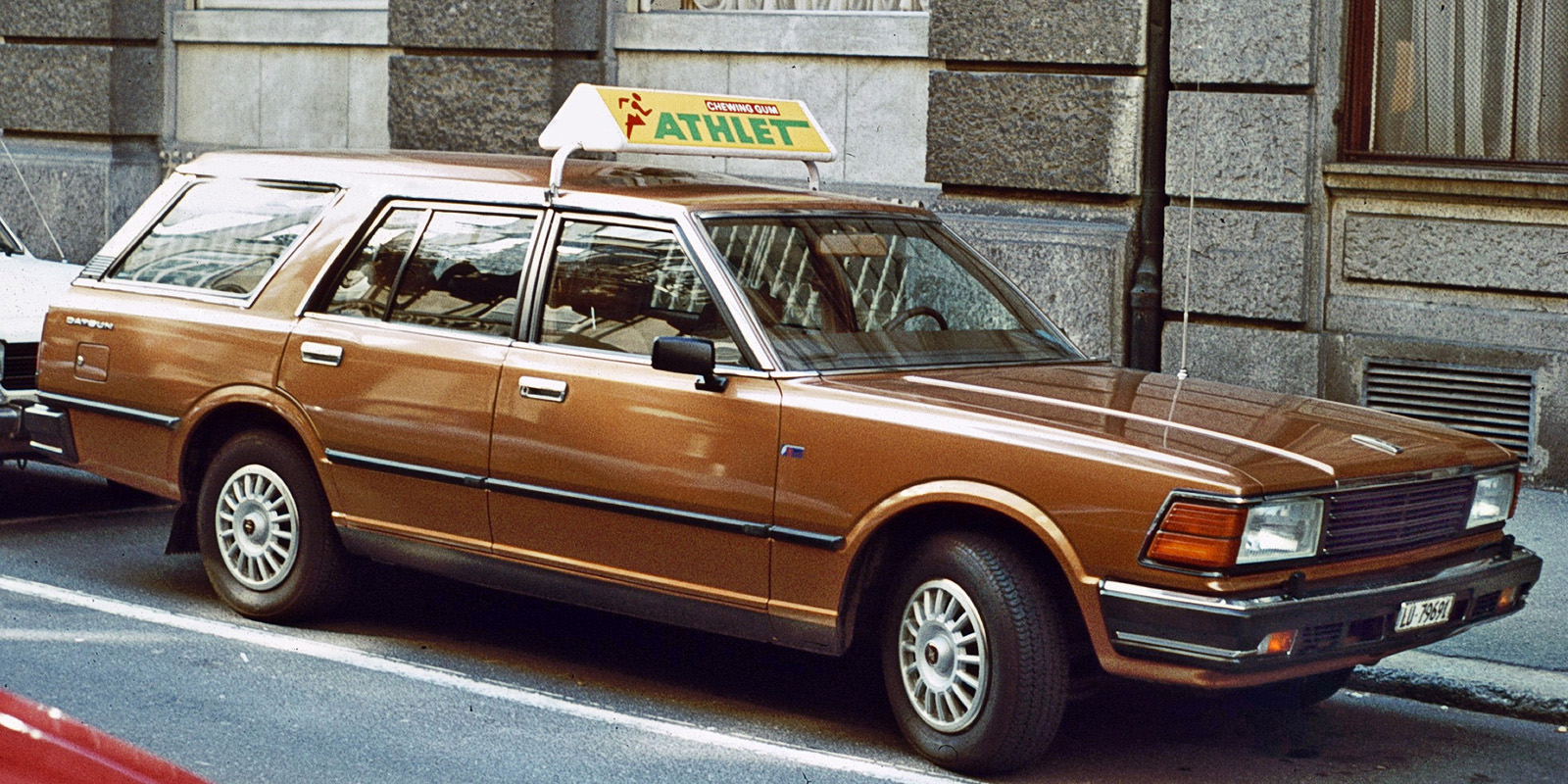
Datsun 280C 五門旅行車(歐洲樣式)

### 第六代（代号Y30，1983年-1987年）
1983年6月第六代Cedric正式在日本發售，在北美及歐洲、紐西蘭、澳洲市場被稱為日產300C，在中國大陆市場被稱為日產公爵Y30。
此代車型在機械結構及動力上有兩個首次：一是使用麥弗遜前輪懸吊替換了之前一直採用的雙搖臂前輪懸吊，此懸吊系統一直也延續到最後的第十代Cedric车型；二是首次全系採用日产自主研发的V6引擎。
此代車型和第五代一樣有四門硬頂房車、四門房車、五門旅行車三種車型車型，特別注意的是此代車型的旅行車款一直生產到1995年才宣告停產。另外，不做公開發售的特裝版的四門敞篷車型依舊提供給日本政府屬下一些部門以及自衛隊使用。
動力系統方面，第六代Cedric Y30型/第七代Gloria Y30型系提供的汽油動力引擎幾乎只有最低階的型號使用一台最大馬力91匹的CA20S型引擎(四門硬頂房車不提供此款動力裝置) ；更高階的型號使用一台最大馬力130匹的2.0升V6引擎；再為高階一些的型號則使用最大馬力170匹的2.0升V6渦輪增壓引擎（1985年6月之後升級至180匹）；作為頂級車型的大排氣量型號使用3.0升V6引擎，最大馬力230匹，在油品質量較差、排放標準亦較低的中東/非洲市場則提供一款使用電子控制化油器供油的VG30S型引擎，最大馬力148匹。變速箱方面继续使用地板式或方向機柱式3速自排變速箱、4速自排變速箱、4速手排變速箱和5速手排變速箱。
在臺灣生产的版本則搭配2.0升直列四缸/3.0升V型六缸引擎，生產的型號則被稱為YLN-811和YLN-830，繼續佔領臺灣政府及軍事機關、商界老闆座車市場，而一般消費者購買的情況也比上一代日漸增多，1987年第七代Cedric在日本發售後，裕隆汽車受到日產停止提供技术的影响，第六代Cedric一直生产到了1991年。

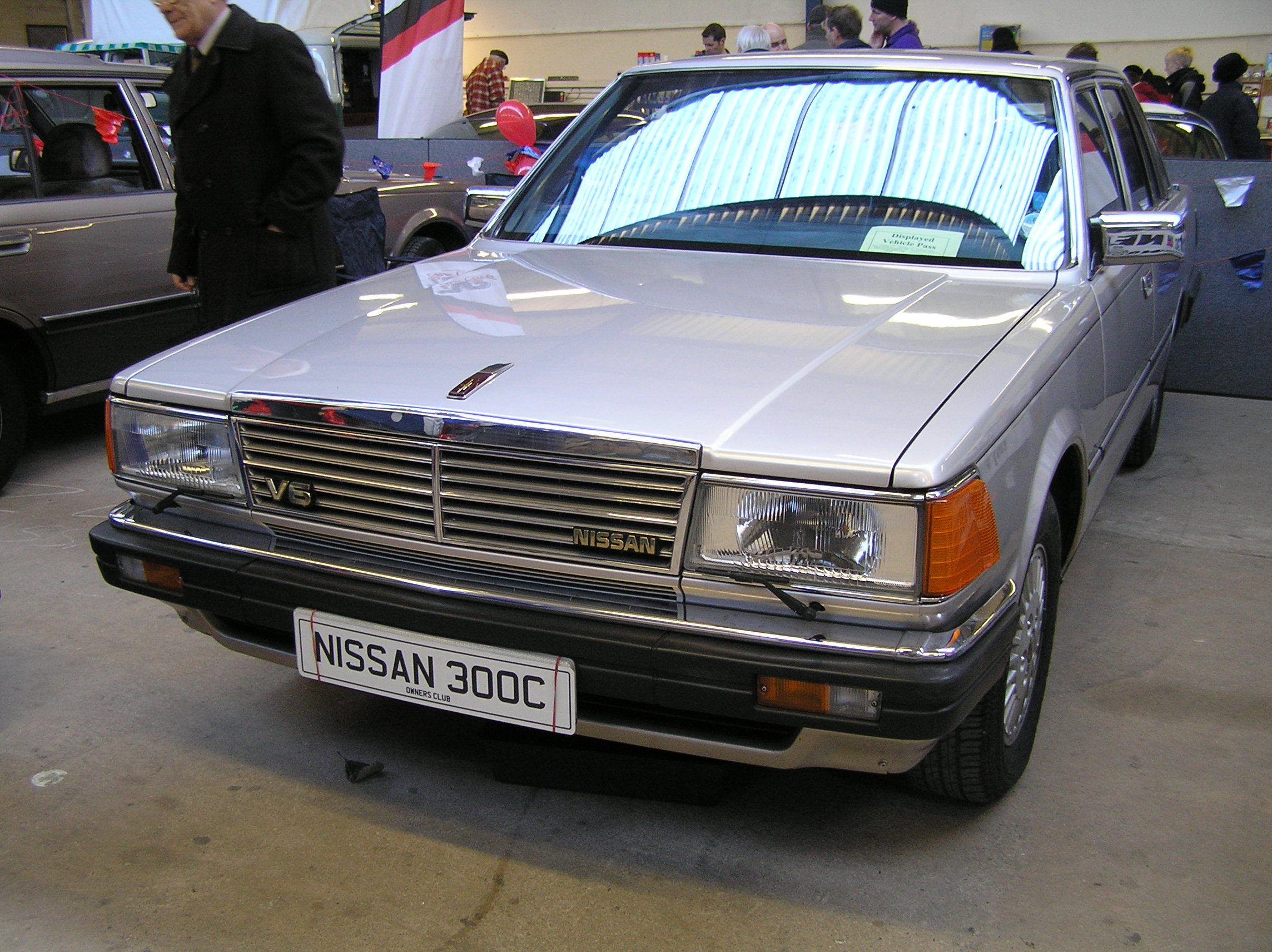
第六代日產Cedric Y30型四門轎車前期車頭(歐洲樣式)
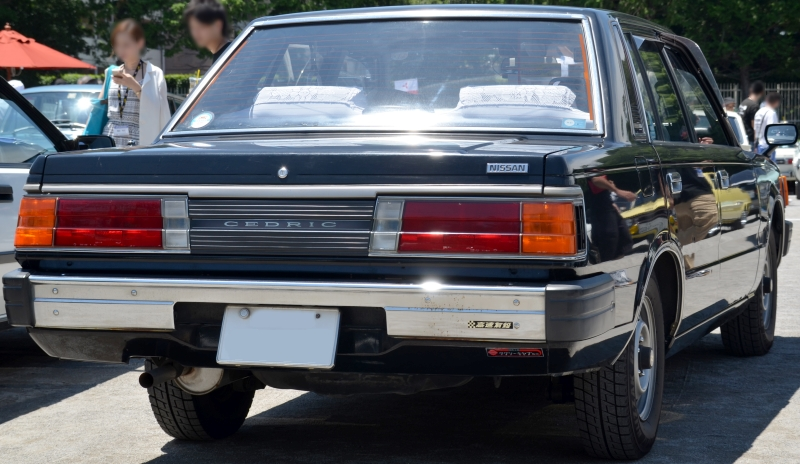
第六代日產Cedric Y30型四門轎車前期車尾
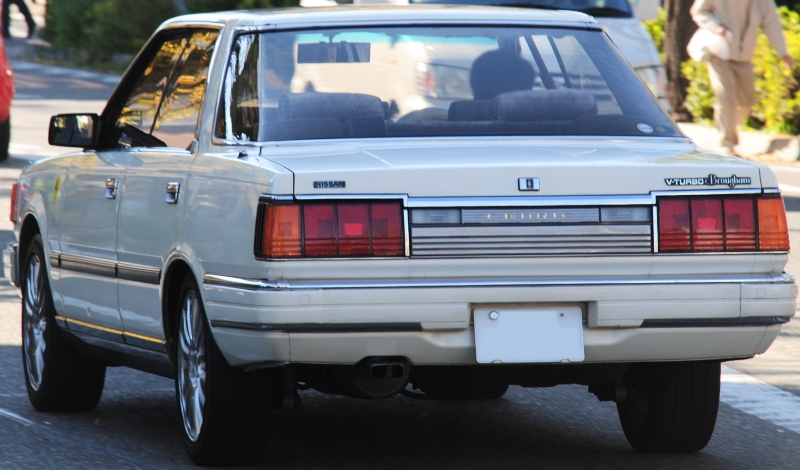
第六代日產Cedric Y30型四門硬頂車前期車尾
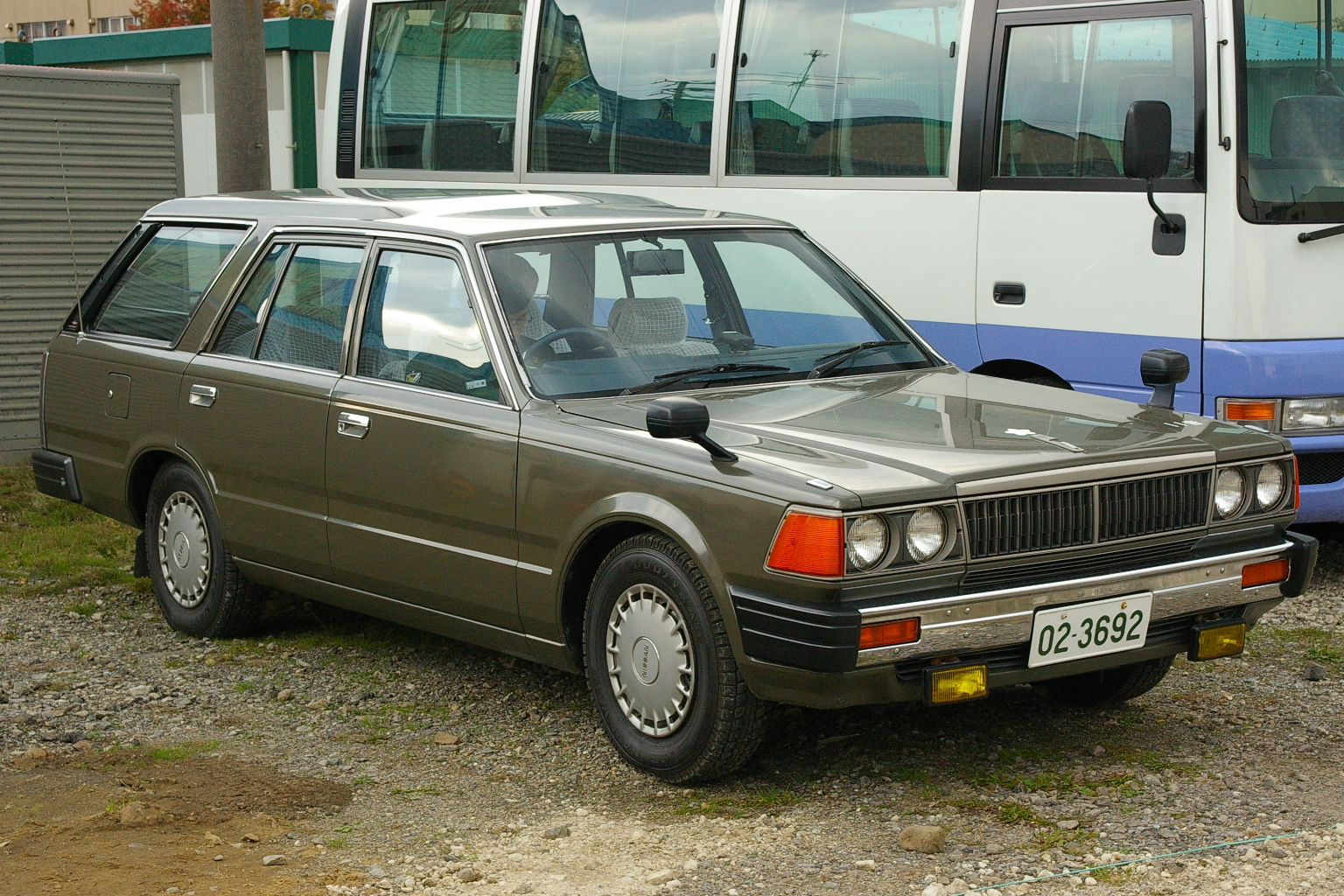
第六代日產Cedric Y30型五門旅行車前期車頭(歐洲樣式)
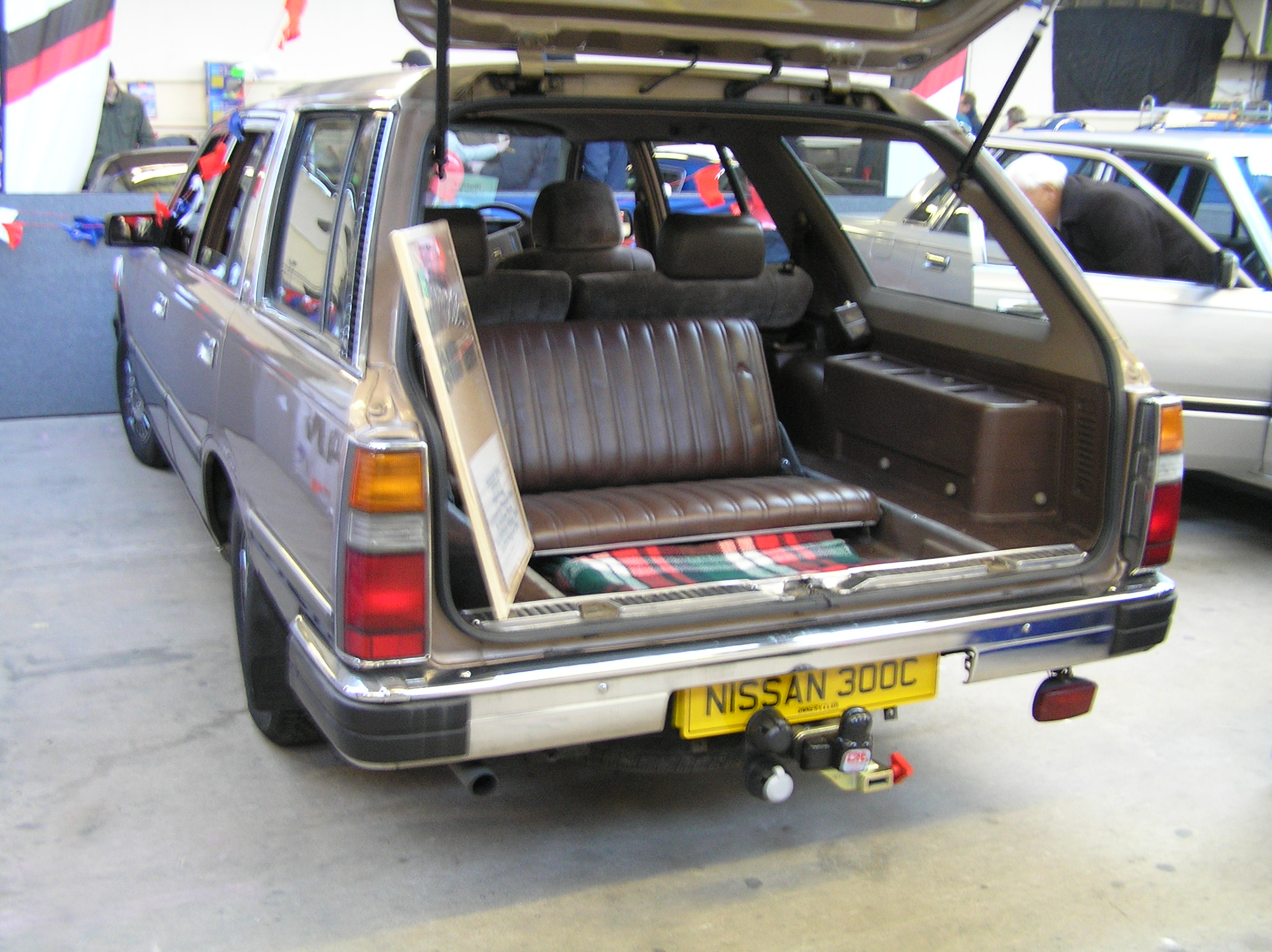
第六代日產Cedric Y30型五門旅行車前期車尾(歐洲樣式)
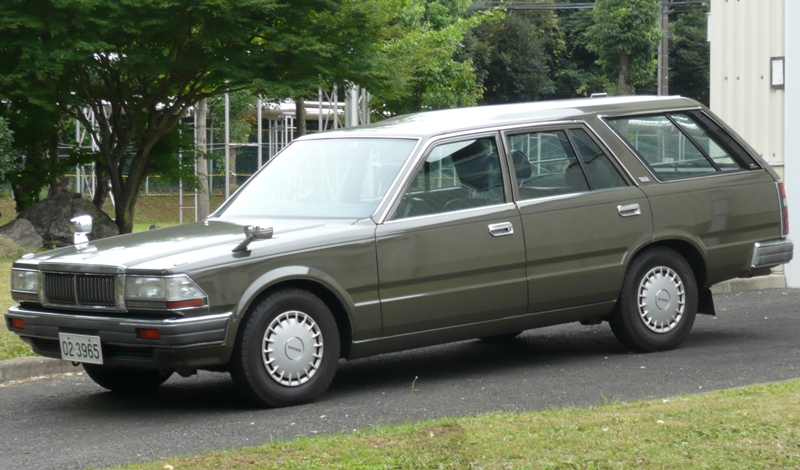
第六代日產Cedric Y30型五門旅行車後期車頭(歐洲樣式)

### 第七代（代号Y31，1987年-2014年）
1987年6月第七代正式在日本及東南亞、歐洲、新西蘭、澳洲市場發售，在中國大陆市場被稱為日產公爵/公爵王Y31。
動力有了明顯提升，但是油耗也相應增加。此代車型和上一代一樣有四門商用车及硬頂車兩大款式，在硬顶车型型上有Standard、Custom、Super Custom、Classic、Classic SV和Brougham VIP六款可选，另有由Autech製作的长轴距车型，在此車基礎上發展出了更高檔的日產西瑪。變速系統方面，除了提供地板式或方向機柱式四速自动變速箱、四速手动變速箱和五速手动變速箱，更首次配備了五速自动變速箱。
計程車車型持續生產至2010年代，最後一次改良於2012年，2014年停產。香港的士亦有引入此型號。

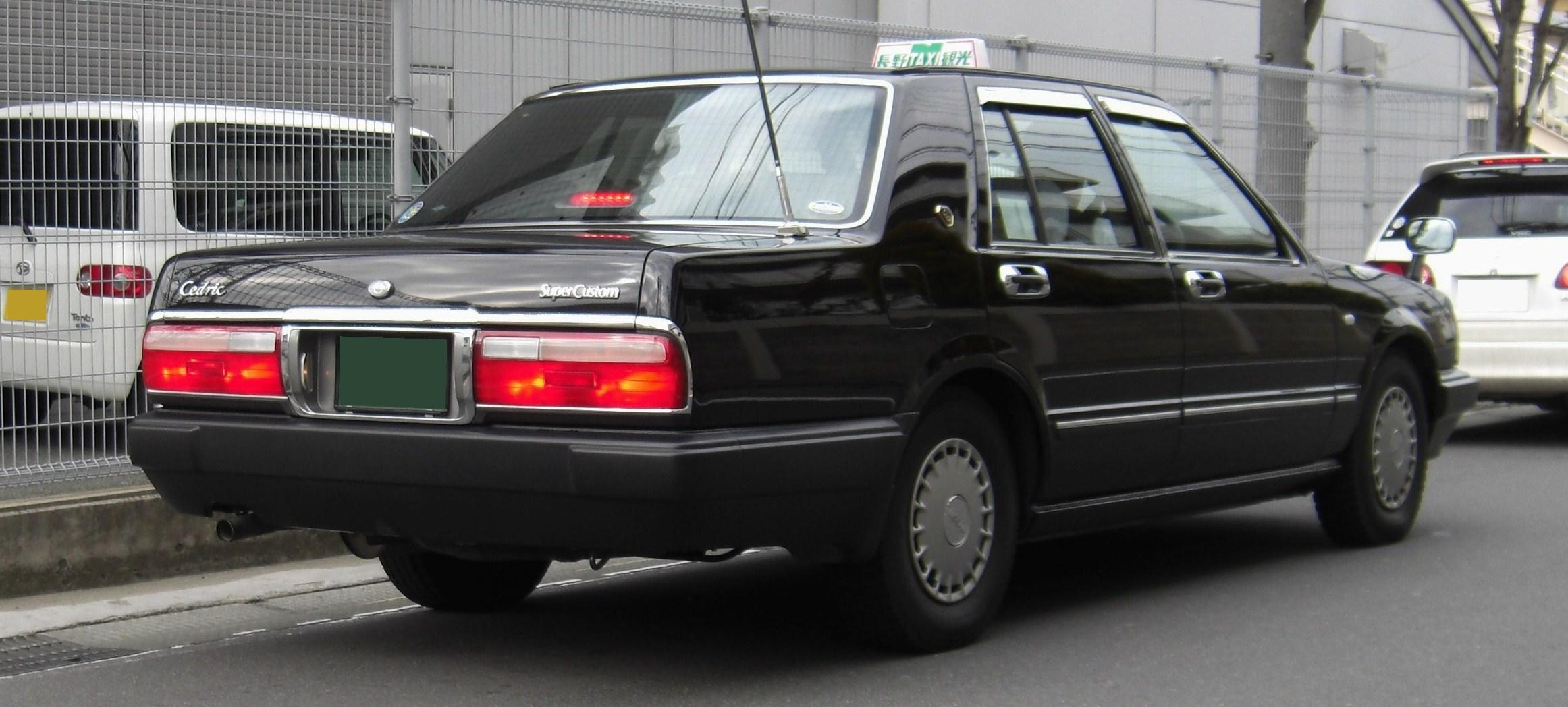
第七代公爵的商用车款式
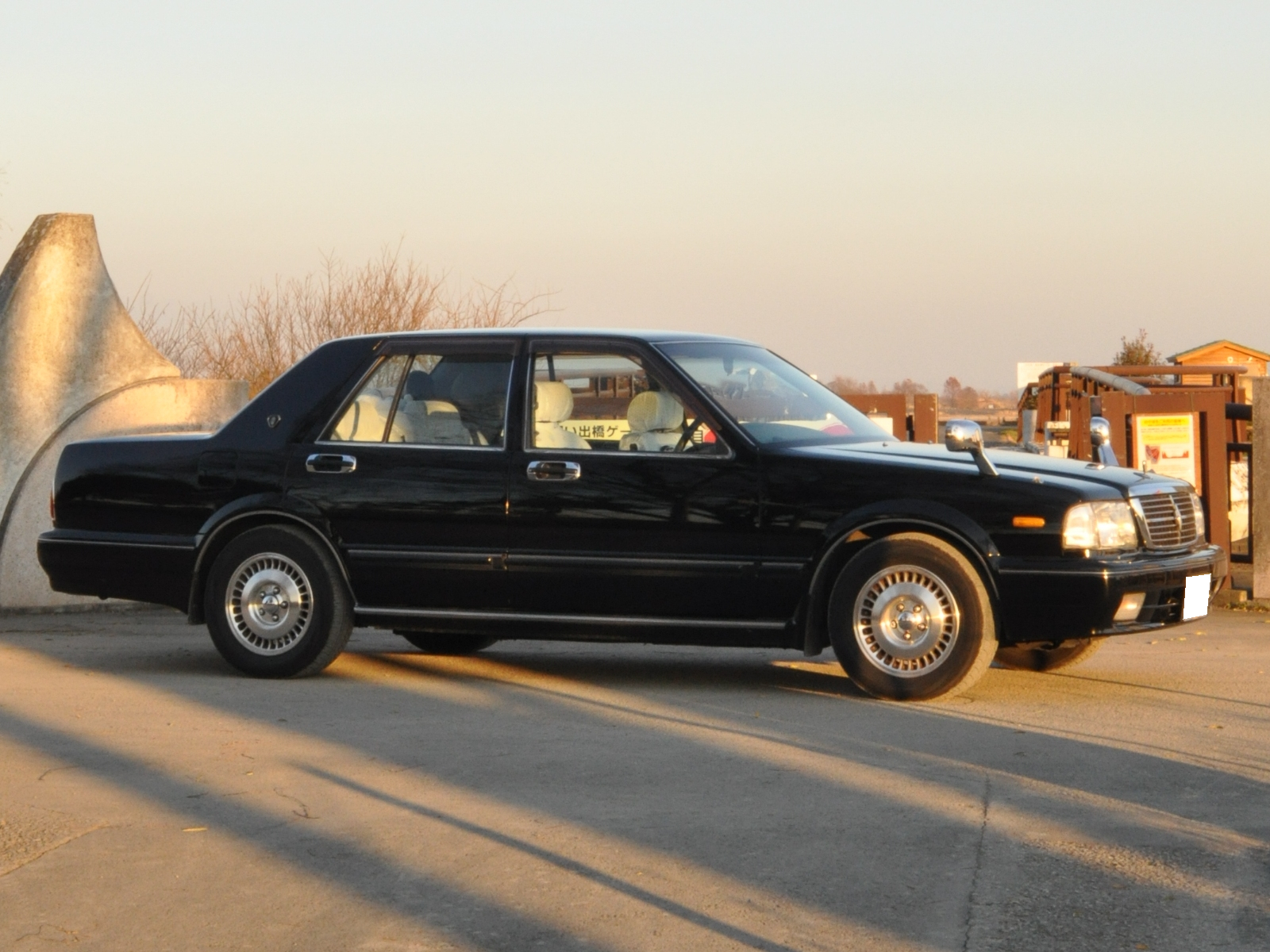
第七代公爵的Brougham款式
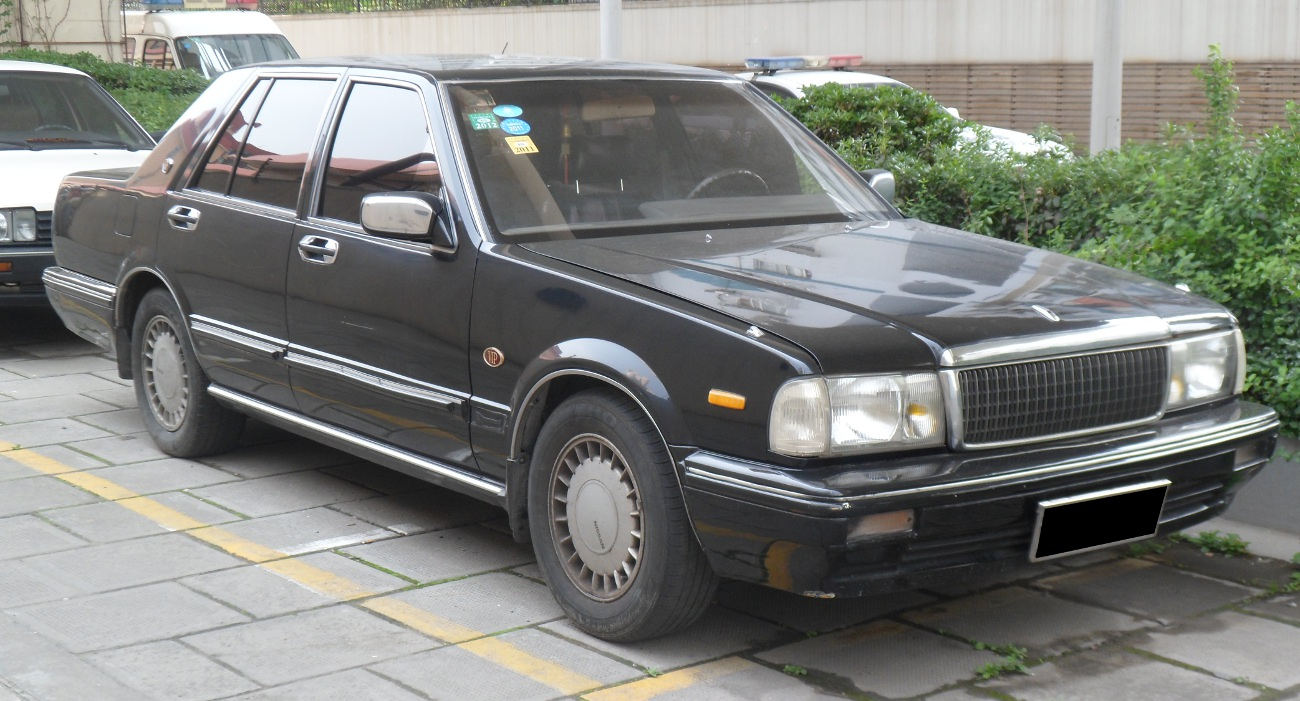
第七代公爵的Brougham VIP款式（前）
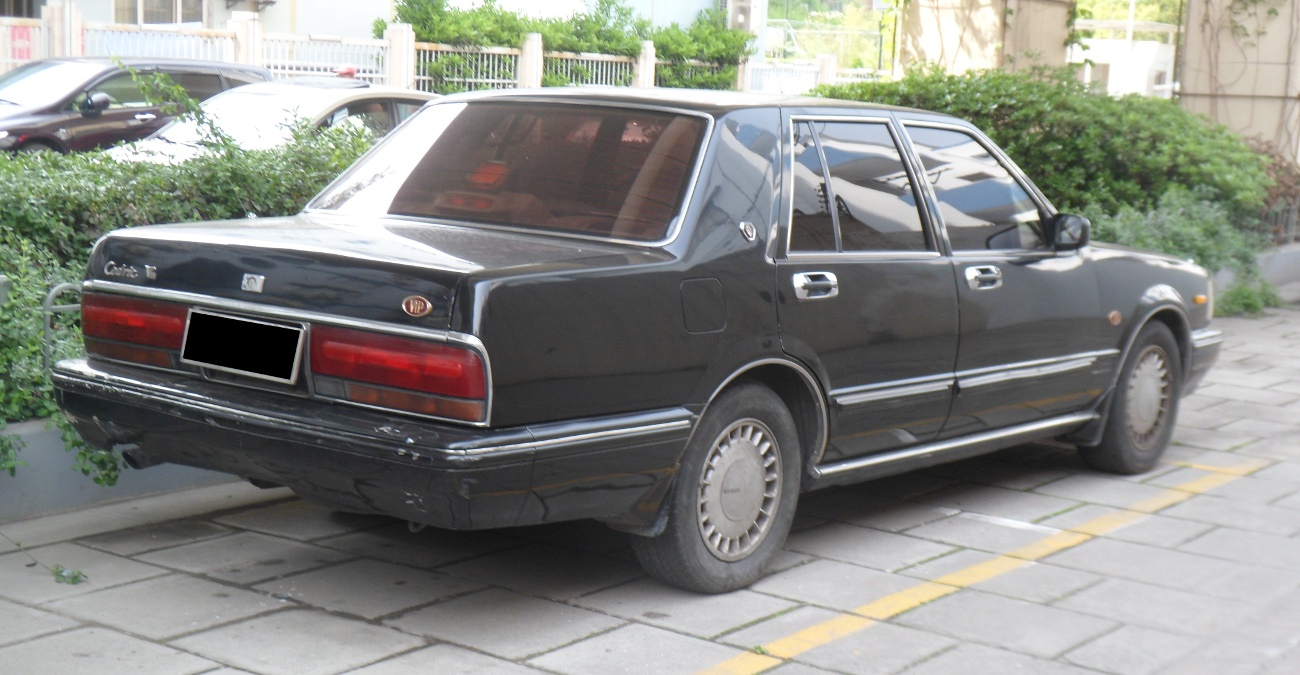
第七代公爵的Brougham VIP款式（后）
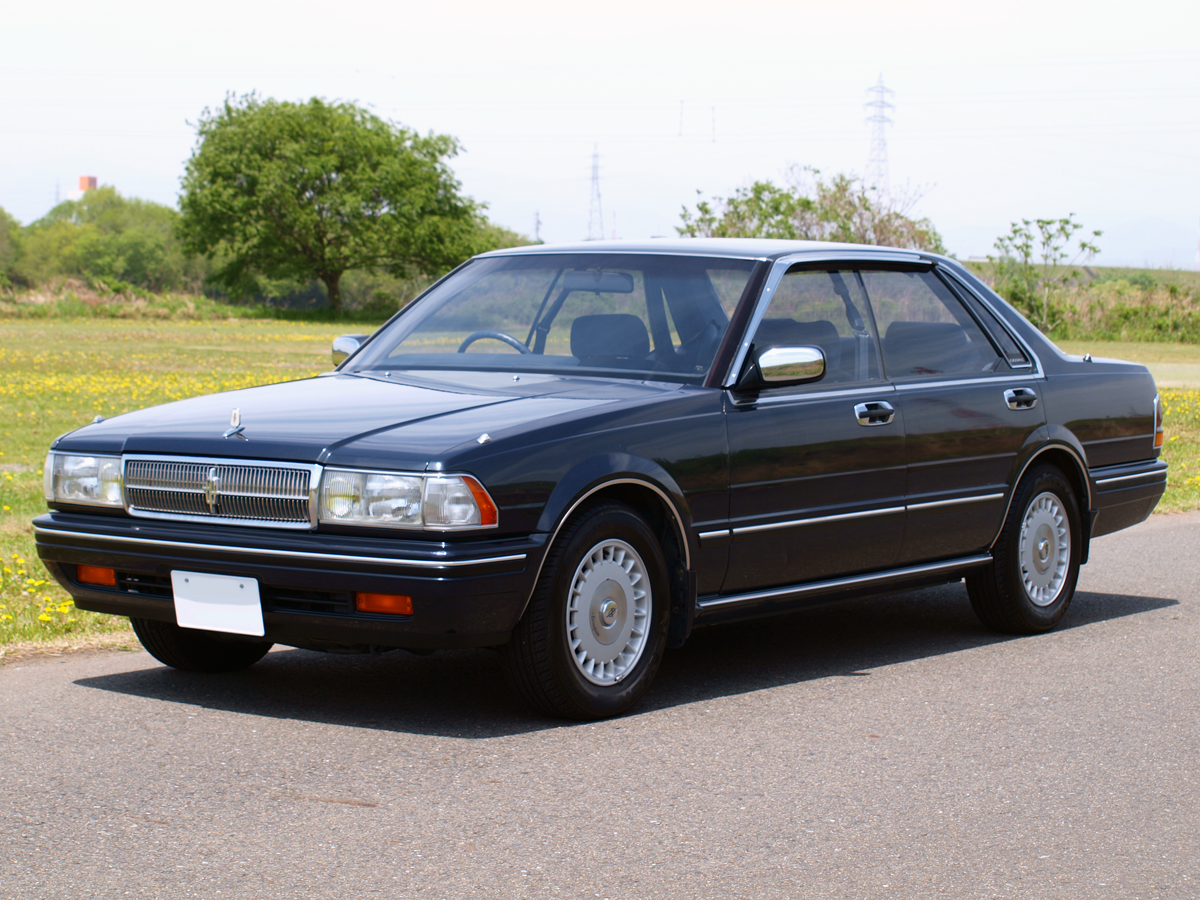
Brougham四門硬頂車前期車頭
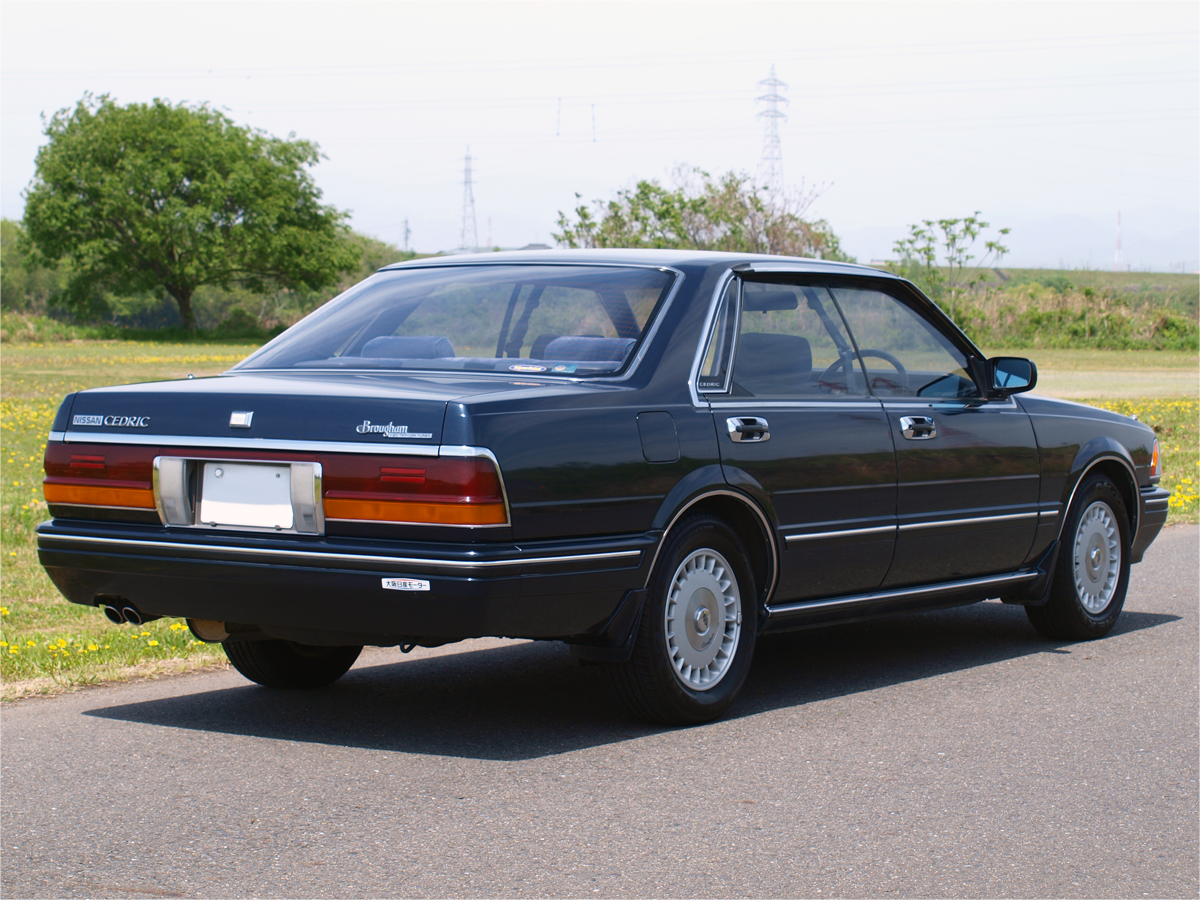
Brougham四門硬頂車前期車尾

### 第八代（代号Y32，1991年-1995年）
1991年6月发行，在型號上有Gran Turismo、Brougham和Brougham VIP四种可选，最后一次搭载5速手动变速箱。

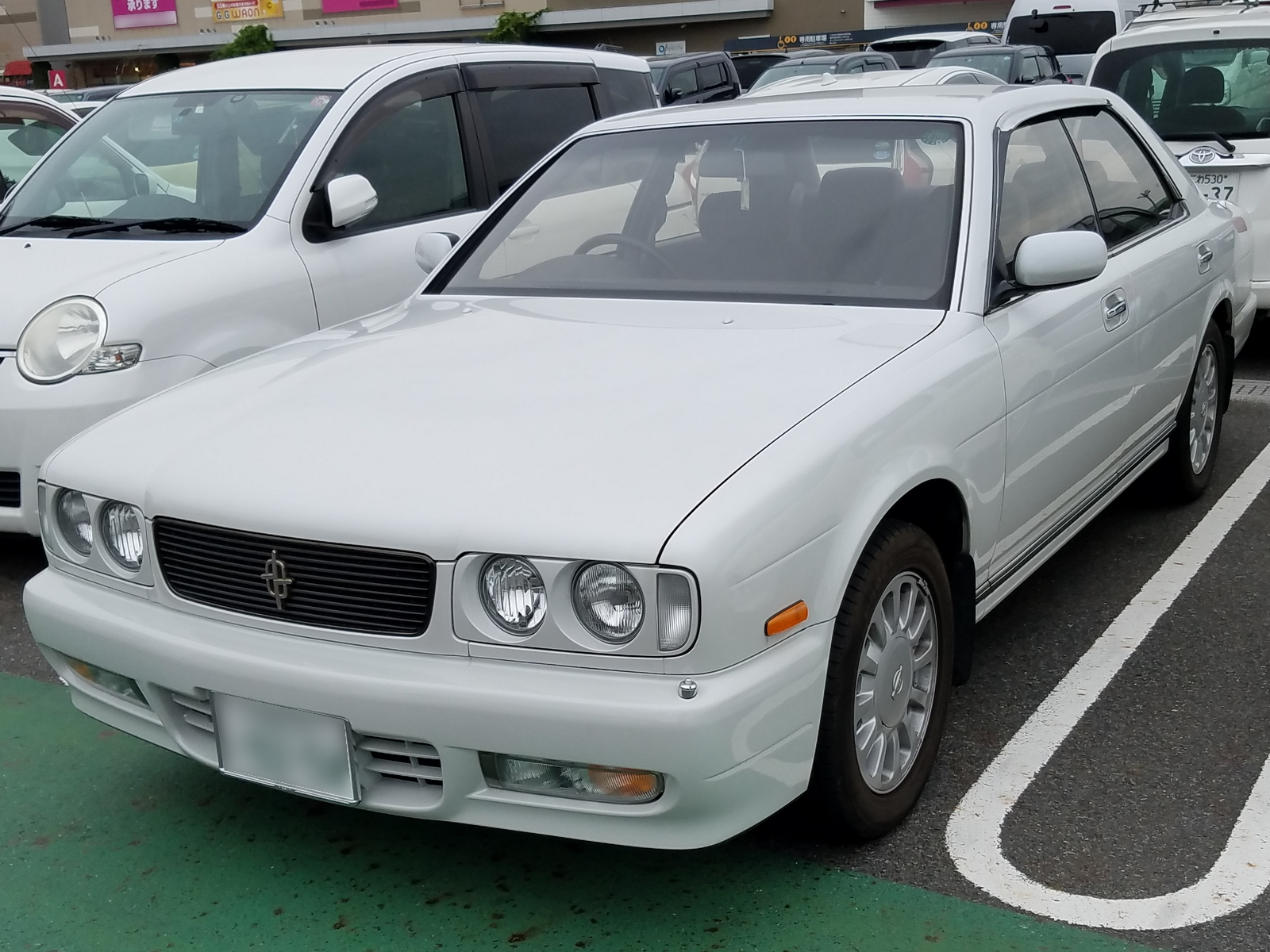
第八代公爵的GranTurismo款式（前）
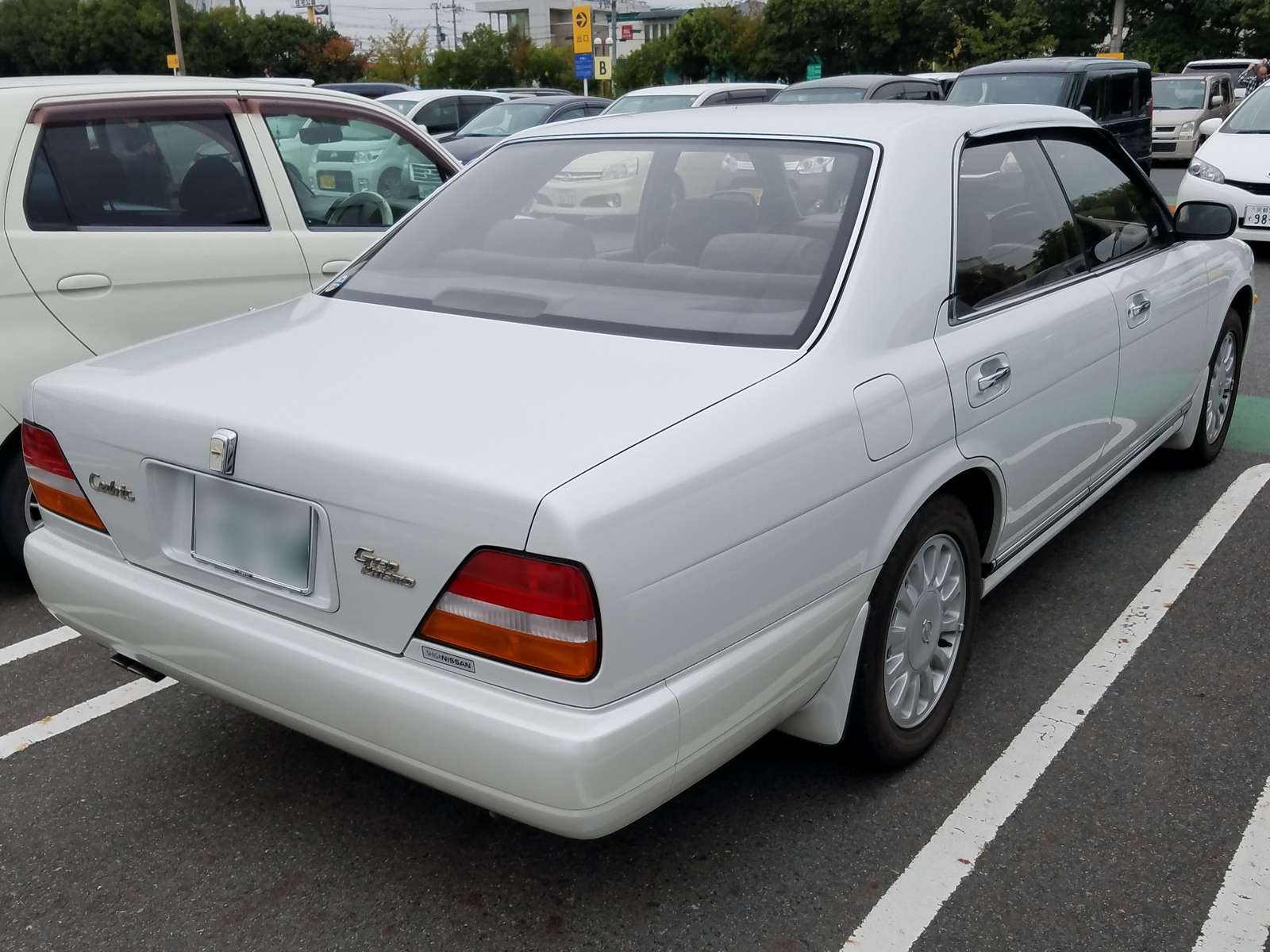
第八代公爵的GranTurismo款式（后）

### 第九代（代号Y33，1995年-1999年）
1995年6月发行，前排安全气囊成为默认配置，可选Gran Turismo、Brougham、Brougham VIP四种款式，另有一款全時四輪驅動型號可供選擇，只有4速自动变速箱可供選擇，1996年1月改款后防抱死刹车系统成为全系车型默认配置，在日本共售出14万4904辆。

### 第十代（代号Y34，1999年-2004年）
于1999年6月发行，2002年-2004年间在北美市場以英菲尼迪M45的名义发行。
第十代公爵使用了与同期改款的日产西玛一样的日产LL平台打造，外观变得更为圓潤，徹底脫離了前兩代車型的設計風格，可选日產VQ系列V6引擎或日产RB系列直列六缸引擎，可选4速自动变速箱或CVT无段变速箱，于2001年中期改款。
2004年10月，日產宣佈Cedric/Gloria系列停产，第十代公爵在日本售出6万4121辆，后续车型为日产风雅。

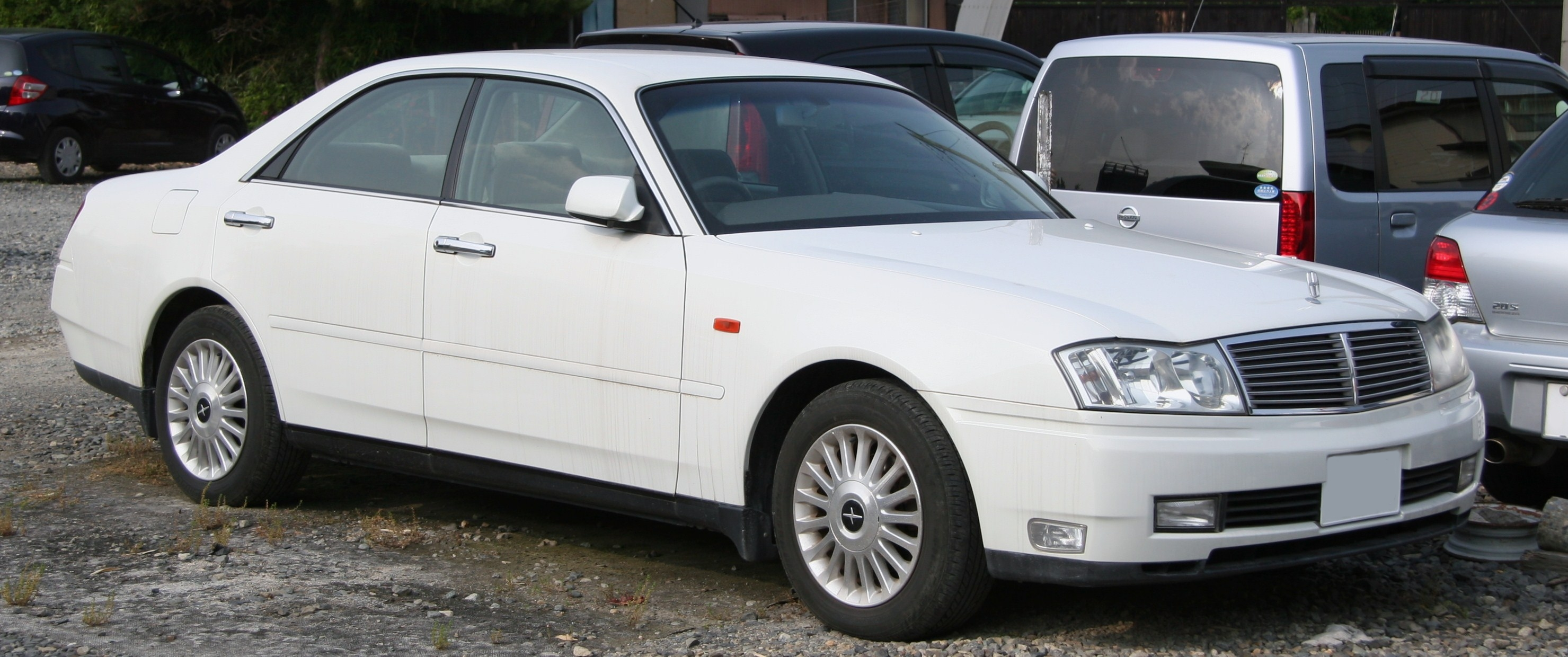
第十代Cedric Y34型系四門硬頂車款車頭（前期）
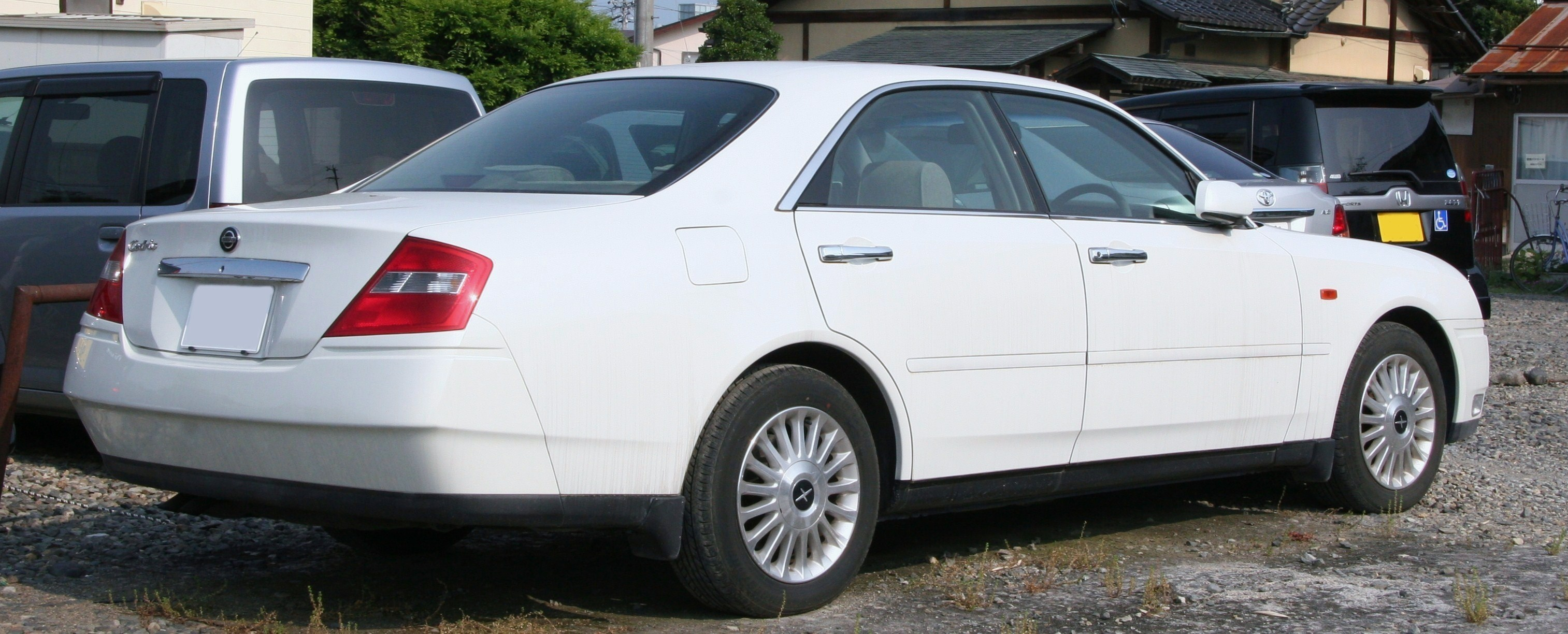
第十代Cedric Y34型系四門硬頂車款車尾（前期）
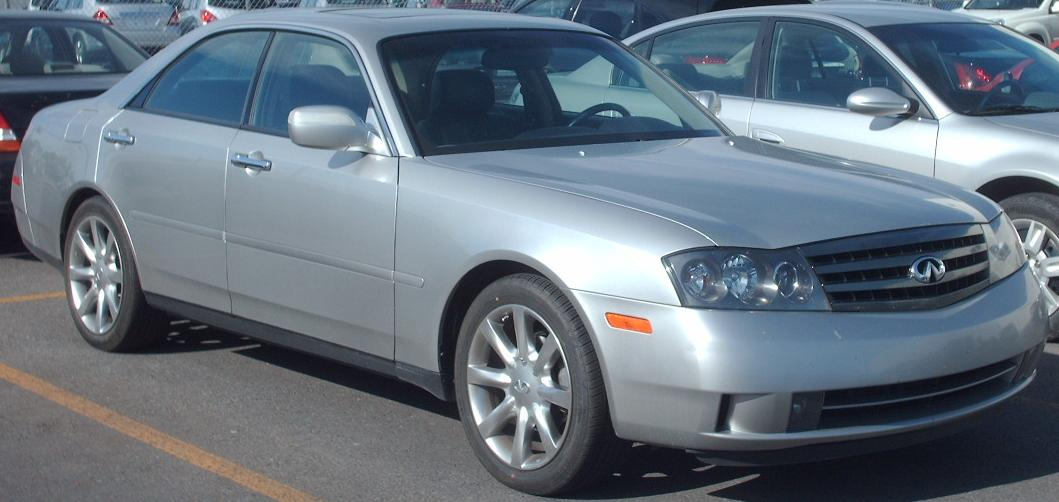
英菲尼迪M45車頭（后期）
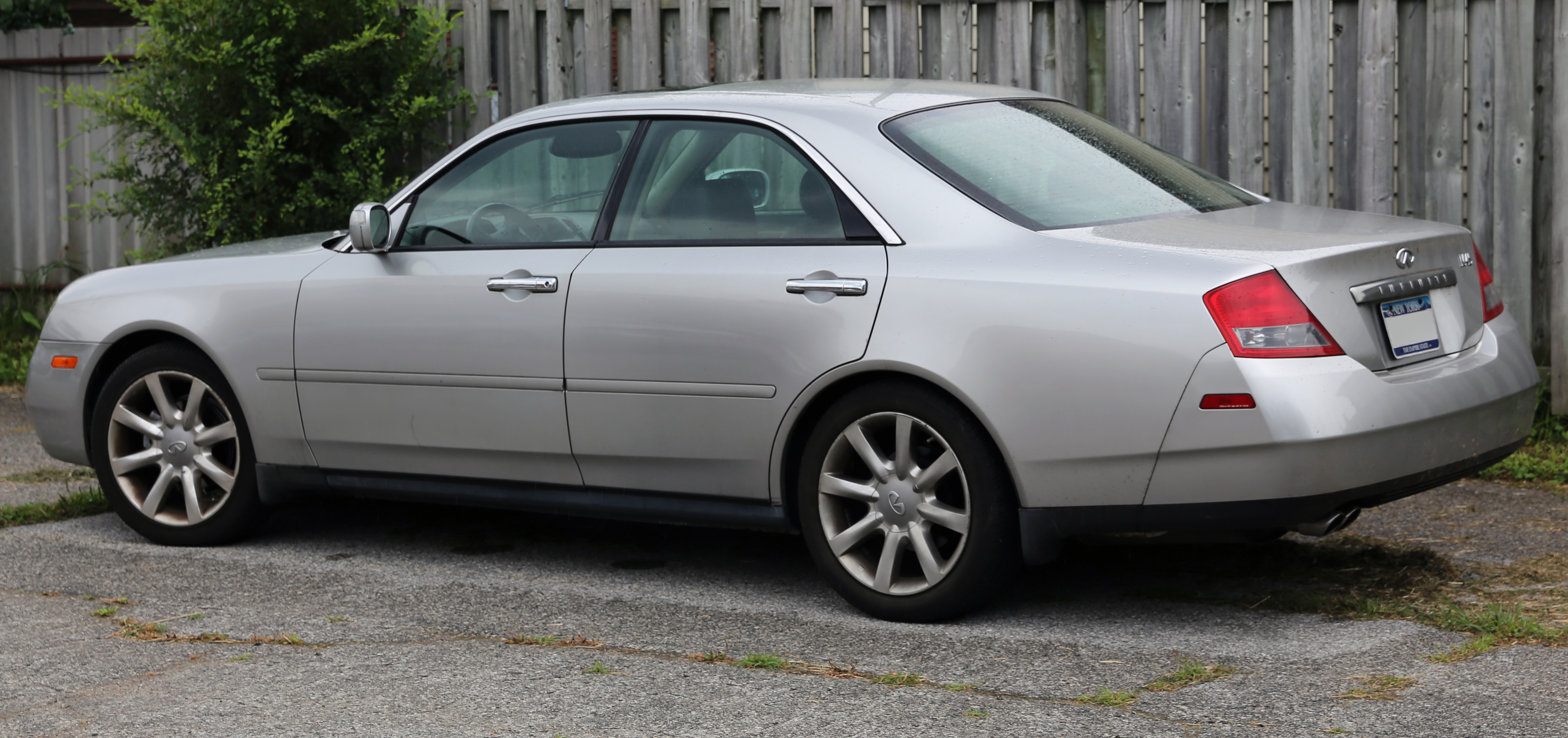
英菲尼迪M45車尾（后期）